# Кишинёв
Кишинёв (рум. Chișinău, Кишинэу, МФА: [kiʃiˈnəw]о файле) — столица и крупнейший город Молдовы. Экономический и культурный центр, расположенный в центре страны на реке Бык. Кишинёв обладает особым статусом в административном делении Молдовы — он является муниципалитетом. Кроме самого города Кишинёва, в состав одноимённого муниципалитета входят шесть окрестных городов (Сынджера, Дурлешты, Ватра, Кодру, Вадул-луй-Водэ, Криково) и двадцать пять сёл, объединённых в тринадцать коммун.
Кишинёв впервые упоминается в грамоте 1436 года. Статус города получил в 1818 году после вхождения в состав Российской империи, статус муниципалитета — в 1995 году.

## Этимология
Наиболее распространённая версия, отмеченная более 125 лет назад[уточнить] в Новороссийском календаре, относит название города к старомолдавскому названию Кишла ноуэ — «новый хутор». Само слово «кишла» является заимствованием турецкого слова kışla со значением «барак». В Бессарабии это слово употребительно и означает «небольшой посёлок, хутор». Из-за характера образования названия (одна часть тюркская, другая — молдавская) современные[уточнить] исследователи сомневаются в справедливости этой точки зрения.
Изначально топонимы с элементом кишенёв встречаются в документах родом из тех территорий, которые были захвачены тюрками в XV в. и потом в течение нескольких столетий оставались местом концентрации кочевников, поэтому некоторые исследователи предполагают, что название города имеет не романское, а тюркское происхождение. Они считают, что слово произошло от половецкого слова «кишения» (кыпч. kesene), означавшего «место погребения, мавзолей». Во многих местах, в названии которых находилась составляющая часть кишенёв, например, Кишеньки Оржицкого района Полтавской области Украины, когда-то были внешние признаки древних захоронений — в виде мавзолеев, памятников и надгробий. Такие погребения могли принадлежать печенегам и половцам, обитавшим в Причерноморье в начале II тысячелетия н. э. или же татаро-монголам, занявшим этот край в XIII веке. О существовании в районе современного Кишинёва печенежских погребений свидетельствуют археологические раскопки.
Топонимический словарь утверждает, что название произошло от др.-молд. кишин-эу, кишнэу, что означает «колодец, родник, источник».
После распада Советского Союза наметилась тенденция к изменению названий населённых пунктов Молдавии, в частности, началось активное внедрение слова «Кишинэу» в русский язык. В современной Молдавии это название часто используется как в официальных, так и в неофициальных документах на русском языке. В России принято написание Кишинёв.

## Символы

Проект герба Кишинёва 1875 года

В качестве герба Кишинёва 2 апреля 1826 года был принят герб Бессарабской области, так как Кишинёв стал областным центром. Герб имел форму щита, разделённого на две части. В верхней части на красном поле был изображён двуглавый орёл, увенчанный золотой короной, — символ присоединения Бессарабии к Российской империи. На груди орла был помещён красный щит с изображением Георгия Победоносца на белом коне, поражающего копьём змея. В правой лапе орла помещены факел и молния, а в левой — лавровый венок. В нижней части герба на золотом поле располагалась голова буйвола со старого герба Молдавского княжества.
После образования Бессарабской губернии в 1878 году был утверждён новый герб Кишинёва. Он представлял собой щит, где на лазурном фоне была помещена золотая голова буйвола с червлёными глазами, языком и рогами, между которыми «сияла» пятиконечная золотая звезда. Справа от головы была расположена серебряная роза с пятью лепестками, а слева — серебряный полумесяц, обращённый рогами к краю щита.
После присоединения Бессарабии к Румынии герб Кишинёва был снова изменён. В щите на лазуревом поле изображён золотой орёл с червлёным нагрудным щитком, в щитке герб Молдавского княжества — голова быка, звезда, роза и полумесяц. Этот герб стал и гербом современного Кишинёва после распада СССР.
Современный флаг Кишинёва представляет собой белое полотнище, в центре которого изображён герб города. Герб наложен на стилизованную плетёную полосу жёлто-коричневых цветов.

## География

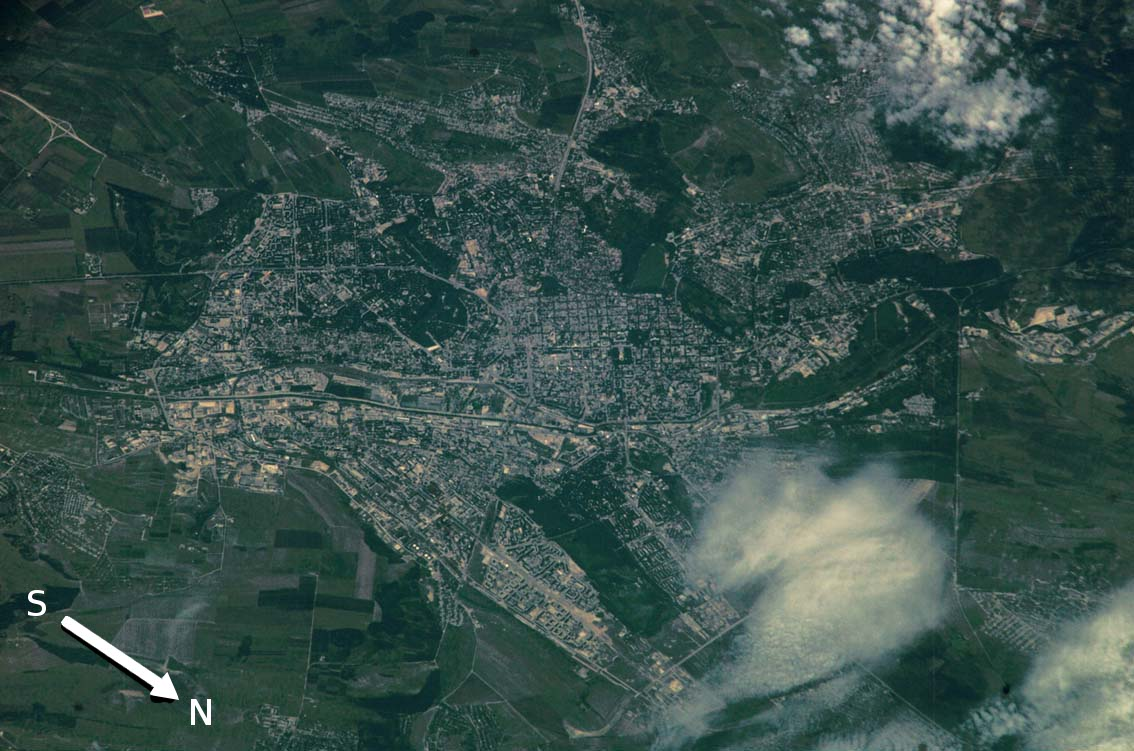
Снимок Кишинёва со спутника (фото NASA)

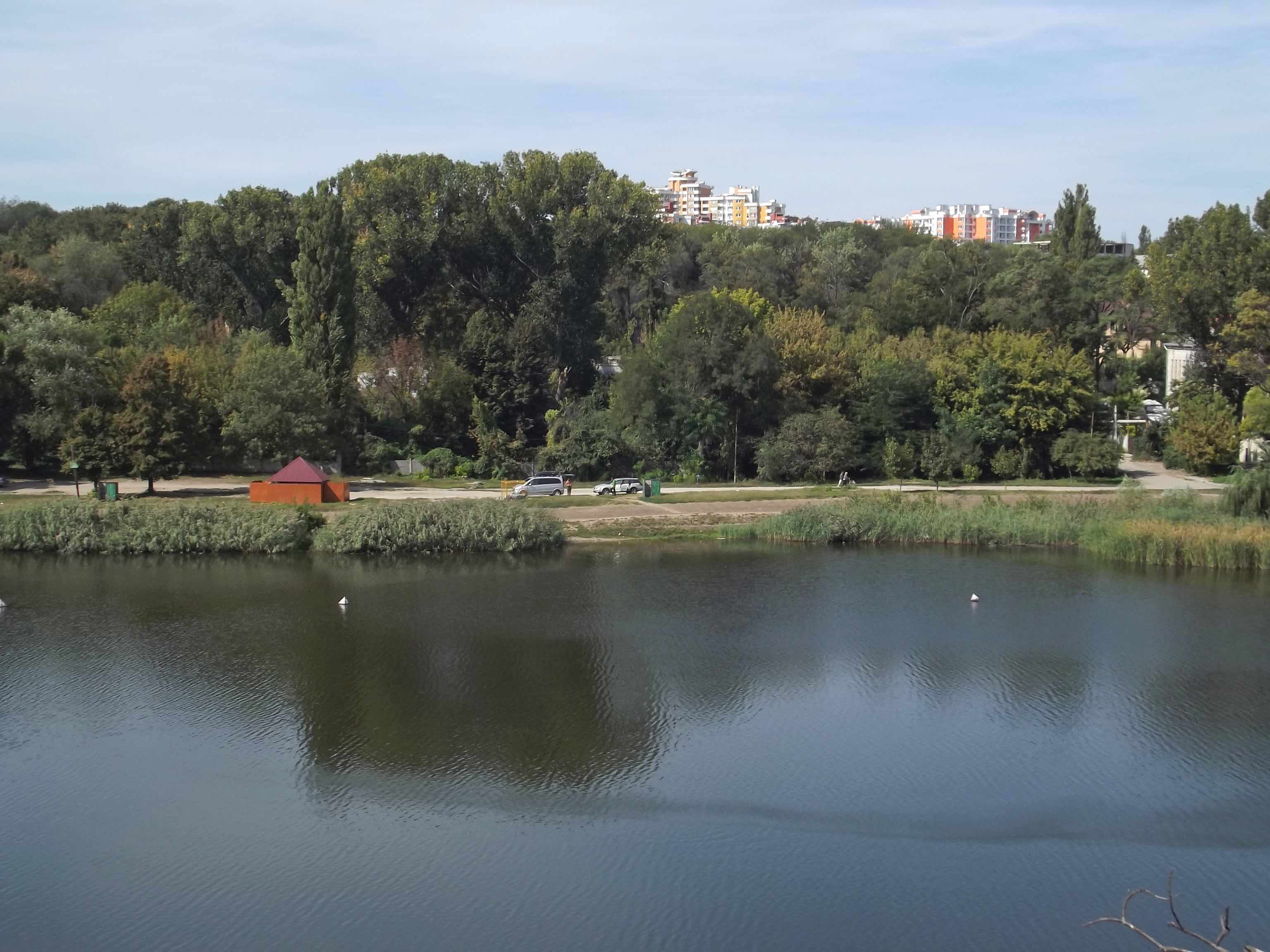
Озеро в Долине Роз

Кишинёв расположен в центральном районе Молдавии на 47°0′ с. ш. и 28°75′ в. д. на высоте 85 м над уровнем моря на Восточно-Европейской равнине. Город стоит на семи холмах и вытянут вдоль реки Бык — правого притока Днестра. Часть Кишинёва по правому берегу Быка занимает надпойменные террасы, разделённые долиной ручья Дурлешты, и несколькими балками (Малая Малина, Большая Малина и разветвлённая Мунчештская балка). Левобережный склон долины Быка состоит из двух террас, первая из которых полого опускается к реке, а вторая расположена на высоте 60—90 м.
Площадь города — около 120 км², а всего муниципия — 571,64 км².
Город расположен в пределах возвышенной лесистой местности Кодр. В почве преобладает чернозём, идеально подходящий для развития сельского хозяйства. Из полезных ископаемых распространён известняк, богатый хорошо сохранившимися окаменелостями. Глубже залегают меловые пески и мергели.
В пределах Кишинёва находится Гидигичское водохранилище и 23 озера:
- в парке «Ла извор» — 3 озера;
- рядом с этим парком — так называемое «Тракторное» озеро;
- озеро на улице Михай Витязул угол ул. Албишоара;
- маленькое озеро у развилки ул. Каля Ешилор и Полтавского шоссе;
- озеро в дендрологическом парке;
- озеро Валя-Морилор (бывшее Комсомольское озеро);
- 2 озера в лесопарке на «Старой Почте»;
- озеро в парке у ул. Ипподромной;
- 3 озера в парке «Рышкань» и на стрельбище «Динамо»;
- озеро в парке Бориса Главана;
- 3 озера в Долине Роз;
- соединённые между собой 2 озера в Ботаническом саду;
- озеро в зоологическом саду «Восьмёрка»;
- небольшое озеро по улице Узинелор;
- озеро на улице Милеску-Спэтару.
- озеро Виктория на улице Мунчештской (дом 788 на берегу озера)

### Климат

Направление ветра в течение года, %

Кишинёв расположен в зоне с довольно мягким, умеренно континентальным климатом с умеренно жарким летом и умеренно мягкой ветреной зимой.
Первые метеорологические измерения, сделанные в городе, относятся к 1884 году. Согласно данным начала XX века, средняя годовая температура воздуха составляла около +10,2 °C, а среднегодовое количество осадков — 468 мм. Согласно данным 1970-х годов, средняя температура января составляла −3,5 °С, июля +21,5 °C.
В течение года насчитывается около 2215 солнечных часов, из них 329 часов в июле и только 54 часа в декабре. Среднегодовая температура составляет +9,6 °C, а уровень осадков — 547 мм/м². Лето начинается в начале мая. Средняя температура составляет +20…+25 °C, а в центре города иногда достигает +35…+40 °C. Дожди редкие, но обильные. Средняя температура января около −3,2 °C, столбик термометра редко опускается ниже отметки в −10 °C. Весной и осенью температура колеблется между +18…+22 °C, осадки более обильные чем летом.
Самая холодная температура в городе была отмечена 20 февраля 1954 года: −28,9 °C, что было ниже нормы более чем на 20 градусов. Самая высокая температура зарегистрирована 19 июля 2007 года: +39,4 °C.
| Показатель                    | Янв.  | Фев.  | Март  | Апр. | Май  | Июнь | Июль | Авг. | Сен. | Окт.  | Нояб. | Дек.  | Год   |
| ----------------------------- | ----- | ----- | ----- | ---- | ---- | ---- | ---- | ---- | ---- | ----- | ----- | ----- | ----- |
| Абсолютный максимум, °C       | 15,5  | 20,7  | 25,7  | 31,6 | 35,9 | 37,5 | 39,4 | 39,2 | 37,3 | 32,6  | 23,8  | 18,3  | 39,4  |
| Средний суточный максимум, °C | 0,9   | 2,6   | 8,1   | 15,4 | 22,0 | 25,2 | 27,5 | 27,2 | 21,5 | 15,1  | 7,5   | 2,3   | 14,6  |
| Средняя температура, °C       | −1,9  | −0,8  | 3,7   | 10,4 | 16,5 | 19,9 | 22,1 | 21,7 | 16,3 | 10,5  | 4,1   | −0,6  | 10,2  |
| Средний суточный минимум, °C  | −4,3  | −3,6  | 0,2   | 5,9  | 11,6 | 15,2 | 17,3 | 16,9 | 12,0 | 6,8   | 1,6   | −2,8  | 6,4   |
| Абсолютный минимум, °C        | −28,4 | −28,9 | −21,1 | −6,6 | −1,1 | 3,6  | 7,8  | 5,5  | −2,4 | −10,8 | −21,6 | −22,4 | −28,9 |
| Норма осадков, мм             | 36    | 31    | 34    | 39   | 46   | 65   | 62   | 56   | 62   | 36    | 37    | 39    | 543   |
| Источник: Погода и климат     |       |       |       |      |      |      |      |      |      |       |       |       |       |

### Флора

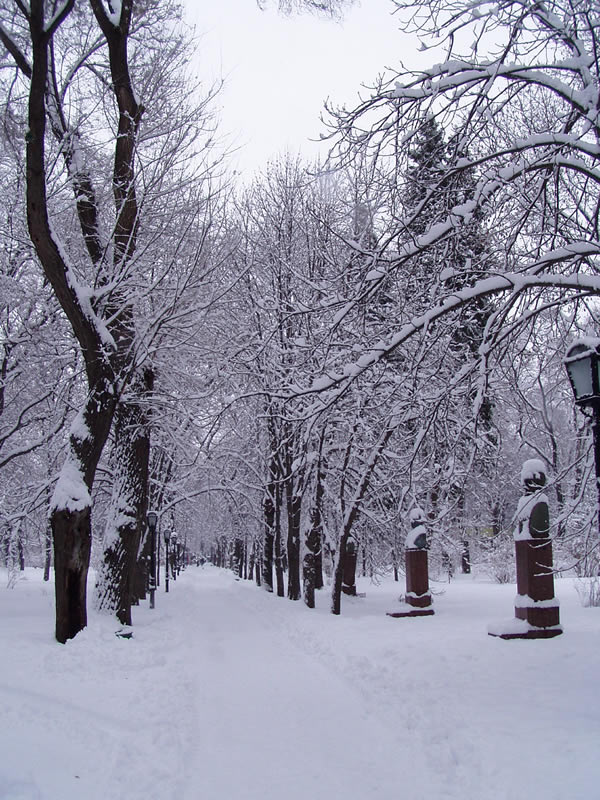
Кишинёвский парк зимой

Кишинёв считается одним из самых зелёных городов Европы. Практически на всех улицах города растут деревья и летом город утопает в зелени. В Кишинёве множество скверов и парков, в которых произрастают более 50 видов деревьев, кустарников и лиан, как типичных для Молдавии (тополь, конский каштан, акация, клён, ива, липа, рябина, катальпа, берёза, ель и др.), так и редких видов (кедр, канадский бундук, глициния, виргинский можжевельник). Распространены посадки белой акации, американского клёна, мелколистной липы и вяза. Естественная растительность постепенно сменяется новыми посадками, среди которых чаще всего встречаются конский каштан, платан, софора, клён, декоративные формы черешни. Вокруг озёр и вдоль многих улиц насажены тополя (пирамидальный, канадский, серый, гибридный). В парках и вдоль улиц много зелёных насаждений из самшита, бирючины, спиреи.

### Фауна
В парках города живут около 14 видов птиц и 14 видов земноводных. Из млекопитающих в городе встречается ёж, европейский крот, хорёк, куница и летучая мышь. Кроме этого есть белки и полевые мыши. Известны заходы в город лис и зайцев. Среди птиц распространено несколько видов голубей, а также сороки, вороны, сойки, стрижи, скворцы, ласточки, синицы, дятлы и воробьи. В некоторых районах города был замечен на пролёте сапсан. Видовой состав пресмыкающихся и амфибий небогат. Встречаются обыкновенный уж, прыткая ящерица, зелёная жаба, озёрная лягушка, обыкновенный тритон и др. Из насекомых распространены жуки, чешуе-, полужёстко-, двукрылые и другие. Встречаются вредители деревьев и кустарников: тля, щитовка, паутинный клещик, шелкопряд. Иногда появляются в массовом количестве божья коровка, американская белая бабочка.

## История

### Молдавское княжество (1436—1812)
Впервые в исторических документах Кишинёв упоминается 17 июля 1436 года в грамоте воевод Молдавии Ильи и Стефана Оанчя логофету, главе господарской канцелярии, в которой уточняются границы земли у реки Реут, жалованной ему за верную службу. По советской историографии населённый пункт на месте современного Кишинёва упоминается в 1466 году в жалованной грамоте молдавского господаря Стефана Великого своему дяде, боярину Влайкулу, на право владения селищем Кишинёв у колодца Албишоара.
В условиях османского ига, установившегося в Молдавии в середине XVI века, постоянных набегов турок и крымских татар, роста поборов, экономическое развитие города шло замедленными темпами, а страна в XVII — начале XVIII веков переживала упадок. Вначале боярская вотчина, а затем с 1641 года — вотчина монастырей города Яссы, Кишинёв неоднократно разрушался. В XVII веке Кишинёв представлял собой небольшое поселение, которое после разорения татарами перестало существовать. Его жители переселились на земли помещика Рышкану, и назвали своё поселение Рышкою (ныне Рышкановка). В начале XVIII века жители возвращаются на покинутые ранее земли, и возобновляют Кишинёв. В это же время в Кишинёве селятся армяне, торговавшие с турками и татарами. Город становится торговым центром и начинает быстро разрастаться. В то же время продолжались набеги татар. Один из последних набегов татар на Кишинёв произошёл в 1781 г., в центре Кишинёва был установлен памятник жертвам этого набега.
В 1788 году Кишинёв был разорен турками.

### Бессарабская губерния (1812—1918)

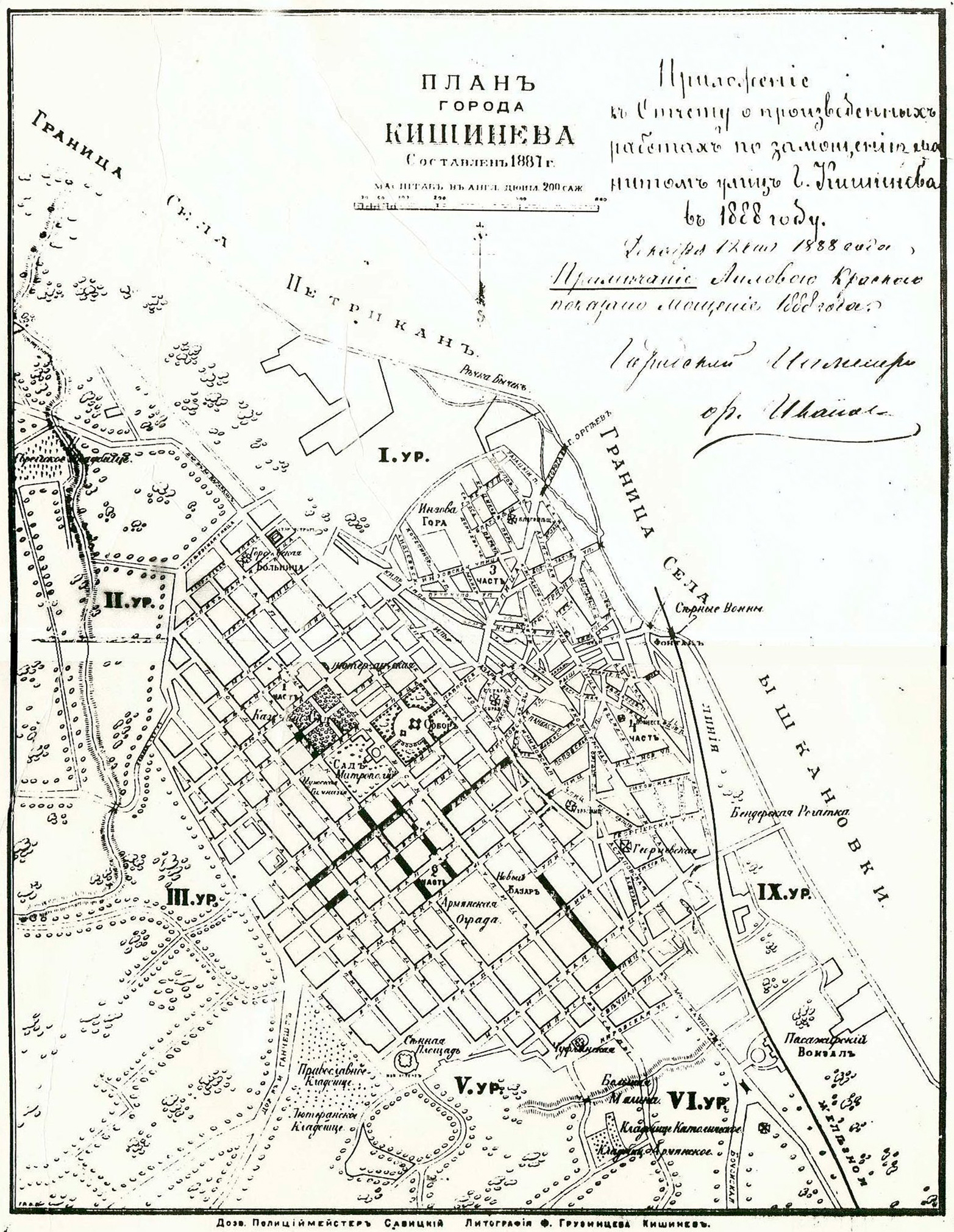
План Кишинёва 1887 года

В результате серии русско-турецких войн территория междуречий Днестра, Прута и Дуная в 1812 году отходит к России, получает название «Бессарабия». Кишинёв, принадлежавший в то время монастырю св. Гроба, получает официальный статус города в 1818 году (первый примар — городской голова — Ангел Ноур) и становится центром Бессарабской области, а с 1873 года — центром Бессарабской губернии. Присоединение к России способствовало росту населения, развитию торговли, ремёсел, культуры.
С сентября 1820 года по июль 1823 года в Кишинёве жил высланный из Петербурга А. С. Пушкин. Здесь он сблизился с молдавскими писателями К. Стамати и К. Негруцци и с декабристами (М. Ф. Орловым, В. Ф. Раевским, К. А. Охотниковым, П. С. Пущиным и др.), входившими в местную «управу» «Союза Благоденствия».
В 1821 году основана первая мануфактура по производству тканей, в 1831 году построен спиртоводочный завод. К 1861 году в городе насчитывалось свыше 100 небольших предприятий (фруктово-виноградно-водочных, кожевенных, мыловаренных, кирпичных и черепичных заводов, табачных фабрик и др.). В 1871 году в городе был открыт городской Кишинёвский коммерческий банк.

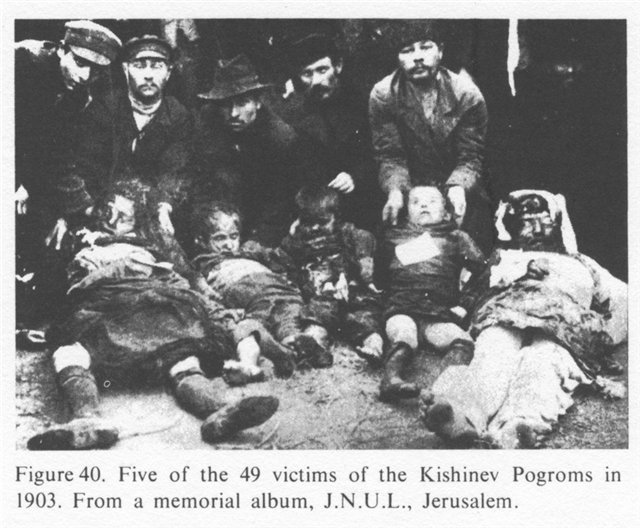
Жертвы погрома

6 и 7 апреля 1903 г., в дни христианской Пасхи, в Кишинёве, а также в окрестных местностях, происходил жестокий еврейский погром: около 50 убитых и несколько сот увечных; по официальным сведениям, было разгромлено до 700 евр. домов и 600 лавок. Вдохновителем погрома печать называла П. Крушевана, разжигавшего своей газетой «Бессарабец» в обществе ненависть к евреям, а также быстро разбогатевшего подрядчика Пронина, ненавидевшего евреев, как конкурентов. Кишинёвский погром происходил при прямом участии властей вплоть до губернатора. Инсценированный царизмом судебный процесс пытался замять роль властей в погроме.
Погром 1903 г. описан В. Короленко в очерке «Дом № 13».
В 1910 году в Кишинёве было около 10 тысяч домов (из них — всего 4 трёхэтажных дома), 142 улицы и переулка, 12 площадей, 5 садов и скверов. В начале XX века было создано несколько металлообрабатывающих предприятий (заводы Сербова, Ланге и Мокану и др.). Развитию промышленности способствовало проведение железных дорог, связавших город с Дунайско-Черноморскими портами, с Западной Европой и центральными областями России.
Во время Революции 1905—1907 годов в России в Кишинёве проходили демонстрации и политические стачки (21-22 августа, 17 октября 1905 и др.). Советская власть в Кишинёве установлена 1 (14) января 1918 года.
|  |  |  |

### В составе Молдавской Демократической Республики (1917—1918)
После Октябрьской революции 1917 года, 21 ноября в ходе многочисленных народных собраний, которые проходили в том числе и в Кишинёве, начал свою деятельность «Сфатул Цэрий», который 2 декабря 1917 провозгласил создание Молдавской Демократической Республики. Таким образом Кишинёв стал столицей МДР. В Кишинёве были сосредоточены все органы власти новой республики. 11 января 1918 года части Красной армии подошли вплотную к Кишинёву. Они готовились взять город под свой контроль, и Сфатул Цэрий решил впустить в город румынские военные части. 27 марта 1918 года Сфатул Цэрий проголосовал за присоединение Бессарабии к Румынии, и Кишинёв вошёл в её состав. После присоединения Сфатул Цэрий продолжил своё существование вплоть до ноября 1918.

### В составе Румынии (1918—1940)

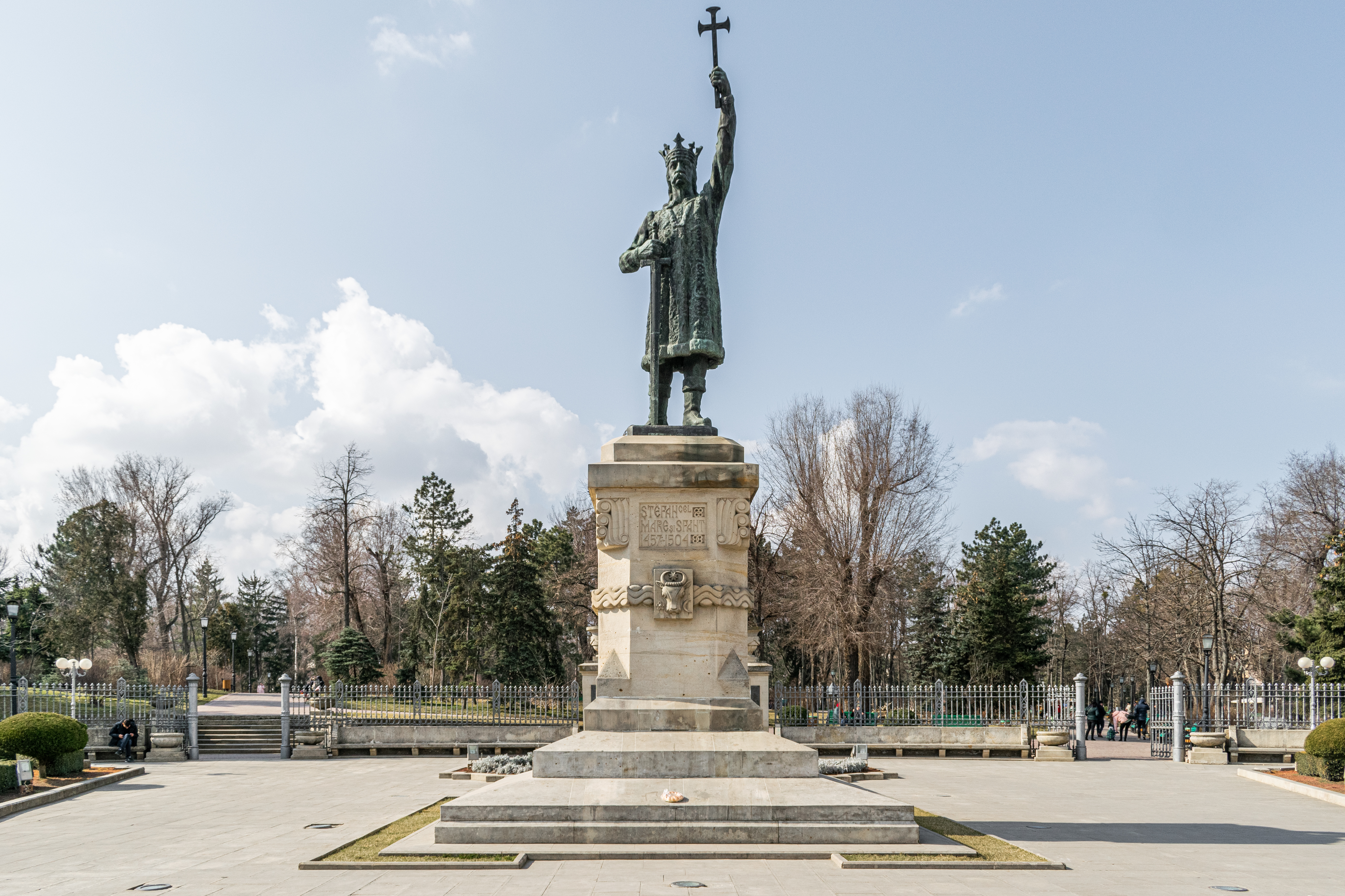
Памятник Стефану Великому в Кишинёве (1928)

1 января 1919 года в Кишинёве была создана Муниципальная Консерватория. В 1927 году — открыт Теологический факультет. В 1928 году на месте разрушенного в 1918 году памятника российскому императору Александру II по проекту скульптора А. М. Пламадялэ у главного входа в городской парк установлен памятник Стефану Великому. В 1934 году был открыт филиал Румынского Института социальных наук, в 1939 году — муниципальная картинная галерея.

### Молдавская ССР (1940—1991)

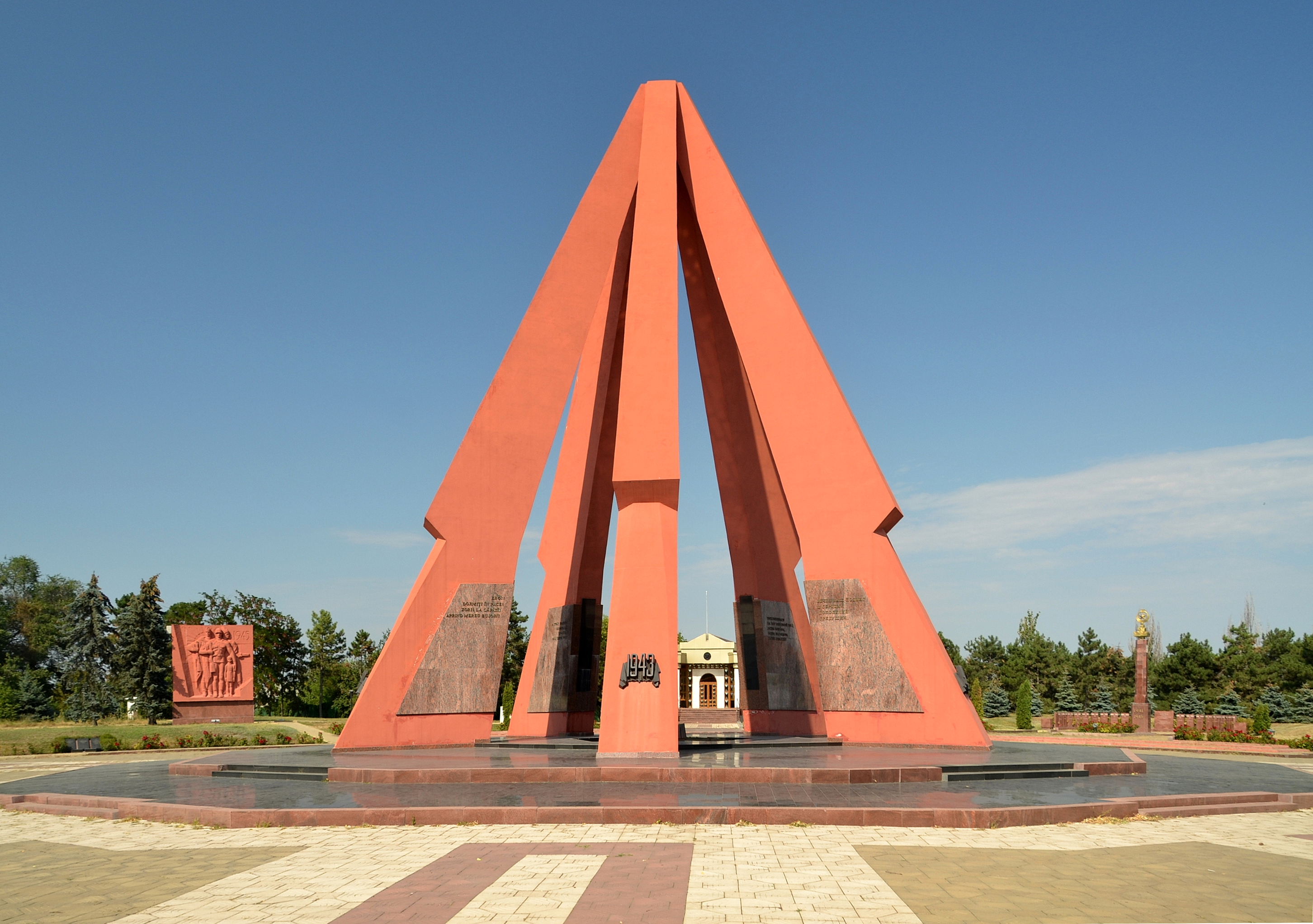
Мемориальный комплекс «Eternitate»

28 июня 1940 Бессарабия была присоединена к СССР; 2 августа 1940 образована Молдавская ССР; её столицей стал Кишинёв. Город сильно пострадал от землетрясения в 1940 году. Серафимовский дом (здание епархии) в самом центре столицы республики был полностью разрушен.
Дальнейшее развитие города было прервано нападением нацистской Германии на СССР. 16 июля 1941 немецко-румынские войска захватили Кишинёв и город вновь вошёл в состав Румынии. Было создано Кишинёвское гетто, полностью депортировано еврейское население города. 24 августа 1944 Красная Армия отвоевала Кишинёв в ходе Ясско-Кишинёвской операции. Военные действия, бомбардировки и землетрясение нанесли городу огромный ущерб: было разрушено 174 предприятия, 70 % довоенного жилого фонда и т. д.
После Второй мировой войны город начинает быстро восстанавливаться и расти. Если в 1944 году он насчитывал всего 25 тысяч жителей, то к 1950 году в нём было уже 134 тысячи человек. В 1945—1947 годах утверждается генеральная схема реконструкции Кишинёва, в разработке которой участвовал архитектор А. В. Щусев. Город превратился в крупный политический, административный, научный и культурный центр республики и приобрёл свой современный облик.
Указом Президиума Верховного Совета СССР от 7 октября 1966 года за заслуги трудящихся города Кишинёва перед Родиной, за успехи, достигнутые в коммунистическом строительстве, развитии промышленности и культуры, город был награждён орденом Ленина.
5 июня 1990 года Верховный Совет МССР переименовал Молдавскую ССР в Советскую Социалистическую Республику Молдова.
|  |  |  |

### Республика Молдова (с 1991 года)
23 мая 1991 года Парламент изменил название Советская Социалистическая Республика Молдова на Республика Молдова. 27 августа 1991 была принята декларация независимости Республики Молдова, которая провозгласила Молдавию суверенным государством со столицей в Кишинёве.

## Образование
На конец 2005 года в муниципии Кишинёв работало 146 детских дошкольных учебных заведений, которые посещало более 25 тысяч детей.
В число 158 доуниверситетских учреждений, где учится свыше 96 тысяч детей, входит 60 лицеев, 40 средних школ, 19 гимназий, 15 школ-садов, 14 начальных, 7 специализированных и 3 вечерние школы, а также 27 внешкольных учреждений (спортивные школы, детские творческие центры). Годовой расход на каждого ученика в 2005 году составлял 1256 леев (в 2006 году эта цифра должна была увеличиться на 300 леев).
В городе располагаются 25 университетов и Академия наук Молдовы.

## Органы власти

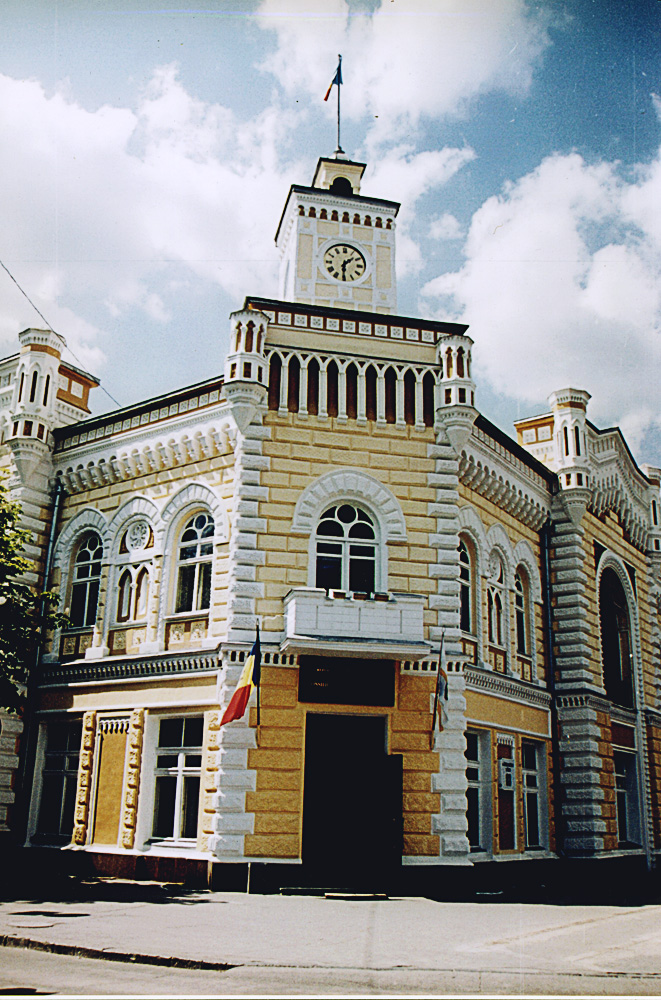
Здание Примэрии Кишинёва

### Примар

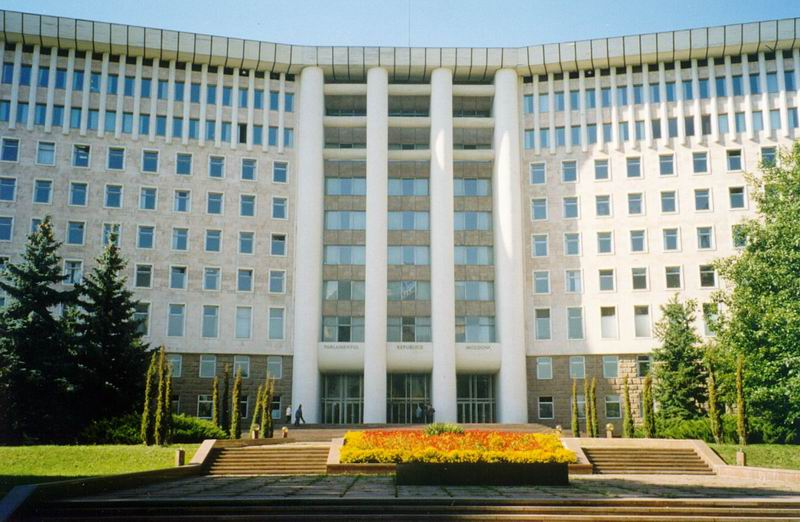
Здание Парламента Молдавии

В 1990 году в Молдавии был восстановлен институт примарства. Первым примаром Кишинёва стал Николае Костин. Потом — Серафим Урекян.
В 2005 году было 4 попытки провести выборы примара, однако они провалились из-за недостаточной явки. С 2005 года до 2007 и. о. мэра был Василий Урсу. 25 января 2007 года Василий Урсу был назначен министром транспорта, а исполняющим обязанности мэра стал Вячеслав Иордан. После выборов в июне 2007 года примаром стал Дорин Киртоакэ, которого переизбрали на выборах 2011 года и выборах 2015 года.
На досрочных выборах примара Кишинёва 3 июня 2018 победу во втором туре одержал председатель партии «Достоинство и правда» Андрей Нэстасе, однако 19 июня 2018 года городской суд Кишинёва отменил результаты выборов, что вызвало протесты. 21 июня решение об отмене было подтверждено Апелляционной палатой Кишинёва.
У примара Кишинёва имеется 4 заместителя (вице-примары). В настоящее время должность вице-примара занимают Нистор Грозаву, Михай Фуртунэ, Влад Котец и Игорь Лупулчук.
После ареста Дорина Киртоакэ, обязанности примара исполняли: Нистор Грозаву (28 июля — 6 ноября 2017), Сильвия Раду (6 ноября 2017 — 25 апреля 2018), Руслан Кодряну (25 апреля 2018 — 4 июля 2019), Адриан Талмач (4 июля — 8 октября 2019), Андрей Нэстасе (8 октября — 11 ноября 2019).
20 октября и 3 ноября 2019 (в два тура) прошли очередные выборы примара Кишинёва, победу во втором туре одержал Ион Чебан (примар с 11 ноября 2019).

### Муниципальный совет
Муниципальный совет Кишинёва (МСК) состоит из 51 советника, избранных в результате выборов, проводимых по пропорциональной системе. Последние выборы проводились в 2019 году, в результате которых сформировался следующий состав МСК:
| Партия                                        | Кол-во советников | Процент от общего числа советников % |
| --------------------------------------------- | ----------------- | ------------------------------------ |
| Партия социалистов                            | 22                | 43,14 %                              |
| Избирательный блок «ACUM Platforma DA și PAS» | 10                | 19,61 %                              |
| Партия «Действие и солидарность»              | 9                 | 17,64 %                              |
| Либеральная партия                            | 3                 | 5,88 %                               |
| Демократическая партия                        | 2                 | 4 %                                  |
| Шор                                           | 2                 | 4 %                                  |
| Новая сила                                    | 1                 | 1,97 %                               |
| Партия коммунистов                            | 1                 | 1,97 %                               |
| Партия национального единства                 | 1                 | 1,97 %                               |

## Бюджет
В январе-сентябре 2006 в консолидированный бюджет муниципия Кишинёв поступило 4,3 млрд леев, что на 33,9 % больше по сравнению с аналогичным периодом 2005. Из них в местный бюджет было перечислено 892 млн леев, в госбюджет — 1,8 млрд леев, в соцфонд — 1,4 млрд леев, а в Фонд обязательного медицинского страхования — 217,6 млн леев.
Бюджет Кишинёва на 2007 год составляет 1 млрд 311 млн леев, из которых 1 млрд 266 млн леев — бюджет собственно города, а 45 млн леев — бюджет остальных населённых пунктов, входящих в муниципий. Расходы в 2007 году превысят доходы на 19 млн леев и составляют 1 млрд 330 млн. Исполняющий обязанности мэра Василий Урсу предположил возможность проведения аукциона по продаже земельных участков и акций предприятий, в которых кишинёвский муниципальный совет имеет контрольный пакет. Также вполне вероятно повышение цен на размещение рекламы в городе. Расходы на образование вырастут в сравнении с 2006 годом на 40 % и составят 568 млн леев, расходы на поддержание общественного порядка составят 70,5 млн (+58 %), на культуру — 43 млн (+27 %), на коммунальное и жилищное хозяйство — 291 млн (+7,4 %), на здравоохранение — 27 млн (+80 %), на транспорт и дорожное хозяйство — 20 млн леев (+11 %).

## Административное деление

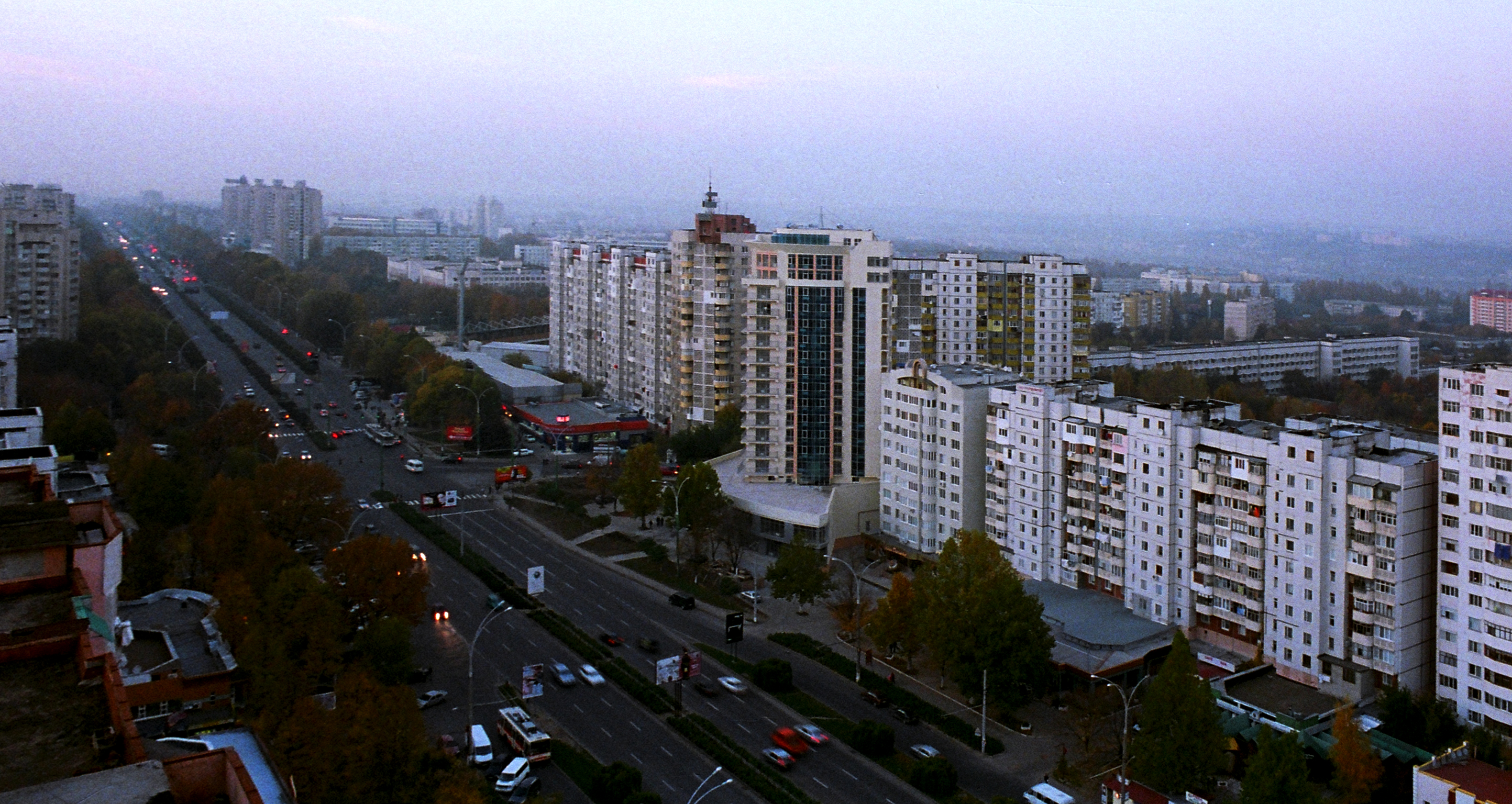
Проспект Дачия (сектор Ботаника)

Кишинёв обладает особым статусом в административном делении Молдавии — он является муниципием. В состав муниципия Кишинёв входят: собственно город Кишинёв, 6 окрестных городов (Сынджера, Дурлешты, Ватра, Кодру, Вадул-луй-Водэ, Криково) и 25 населённых пунктов, объединённых в 13 коммун (сёл).
Кишинёв разделён на 5 секторов (районов):
- Центр (рум. Centru, Чентру);
- Чеканы (рум. Ciocana, Чокана);
- Буюкань (рум. Buiucani, Буюкань);
- Ботаника (рум. Botanica, Ботаника);
- Рышкановка (рум. Rîșcani, Рышкань).

Сектора управляются претурами (рум. pretura), во главе которых стоят преторы (рум. pretor).

## Население

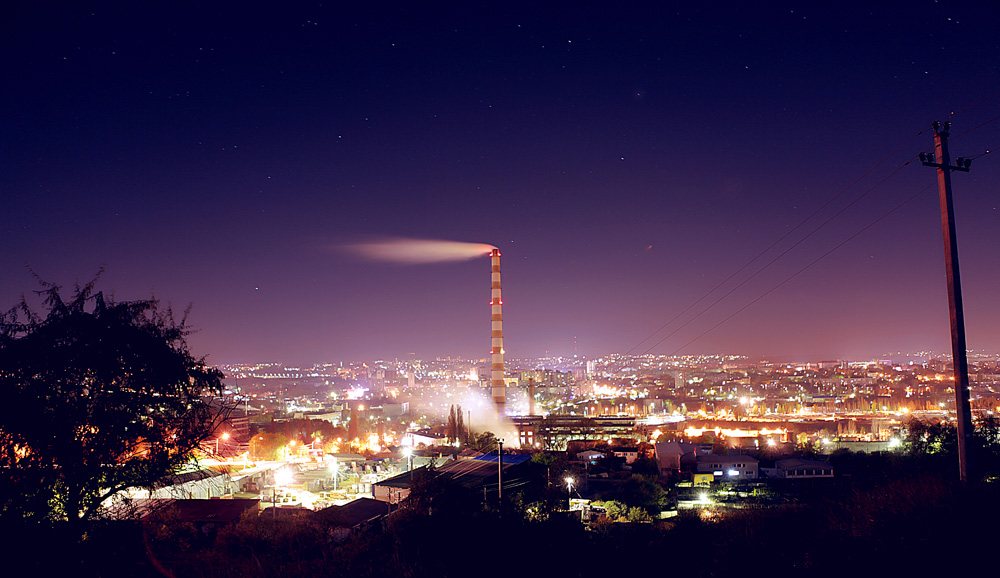
Ночной Кишинёв (вид из района «Чеканы»)

По итогам переписи 1774 года в Кишинёве проживало 600 семей. Из них: 162 налогоплательщика; 110 семей — русских, молдаван и украинцев (по трети); 52 семьи — армян, евреев, цыган, греков и сербов. Если с 1812 по 1818 годы население Кишинёва выросло с 7 тысяч (600 семейств) до 18 тысяч человек, то к концу века оно увеличилось до 110 тысяч. Население города всегда было многонациональным, а рост численности населения происходил не за счёт естественного прироста, а в основном за счёт миграционных процессов.
Энциклопедический словарь Брокгауза и Ефрона оценивал население Кишинёва с предместьями в 1894 году в 128 218 человек, из которых около 20 % жили в предместьях. Почти половину населения составляли молдаване — 54 890; затем следовали по численности: евреи — 26 120, русские, греки, болгары, румыны, цыгане, армяне, поляки и представители других национальностей. Число домов в Кишинёве в 1788 году было около 300, а в конце XIX века их было до 10 тысяч.
Согласно же первой всеобщей переписи населения Российской империи в 1897 году, население города (без предместий) составляло 108 483 чел., из которых евреев — 49 829 чел. (45,9 %), великороссов (русских) — 29 299 чел., молдаван — 19 081 чел., малороссов (украинцев) — 3393 чел. и др.
В 1910 году в Кишинёве было 127 тысяч жителей, около 10 тысяч домов (всего 4 трёхэтажных дома), 142 улицы и переулка, 12 площадей, 5 садов и скверов. Население в 1897 и 1912 гг. меньше населения 1894 года, так как российские власти в эти годы не учитывали население пригородов Кишинёва.
После присоединения Бессарабии к Румынии в 1918 году численность населения города не увеличивалась, и в июне 1940 года Кишинёв насчитывал 110 тысяч человек.
В 1944 году, после оккупации румынско-германской группировкой, город насчитывал всего 25 тысяч жителей, а к 1950 году в нём было уже 134 тысячи человек. В 1959 году еврейское население Кишинёва составляло 42 900 человек, в 1970 году — 49 900, в 1979 году — 42 400. 1960 год — в Кишинёве 215 тысяч жителей. Интенсивное экономическое и социальное развитие города способствовало миграционной подвижности населения. Причём оно пополнялось как за счёт сельского населения республики (60 %), так и за счёт специалистов, прибывших из других регионов СССР. Приток мигрантов в 1980 году возрос вдвое по сравнению с 1950 годом. Рождение 500-тысячного кишинёвца город отметил 28 мая 1978 года.
После распада СССР численность населения Кишинёва стала сокращаться. Тогда как в 1991 году город насчитывал 676 700 жителей, в начале 2005 года его население составило 589 445 человек.
По данным Бюро Статистики Республики Молдова, на начало 2019 года, население Кишинёва в пределах города составляло 695,4 тысяч, а в пределах муниципия — 832,9 тысяч жителей.

### Почётные граждане
- Композитор Дога Е. Д. (1937)
- Герой Советского Союза Бельский А. И.[24]
- Герой Советского Союза Жеребин Д. С.
- Экс-мэр Москвы Лужков Ю. М.
- Винодел Винцентини, Николай Викентьевич[25]
- Архитектор Бернардацци, Александр Осипович
- Руководитель Театра с Улицы Роз Хармелин, Юрий Аркадьевич
- Исполнительница народных песен Зинаида Жуля[26]

## Транспорт

### Междугородный транспорт

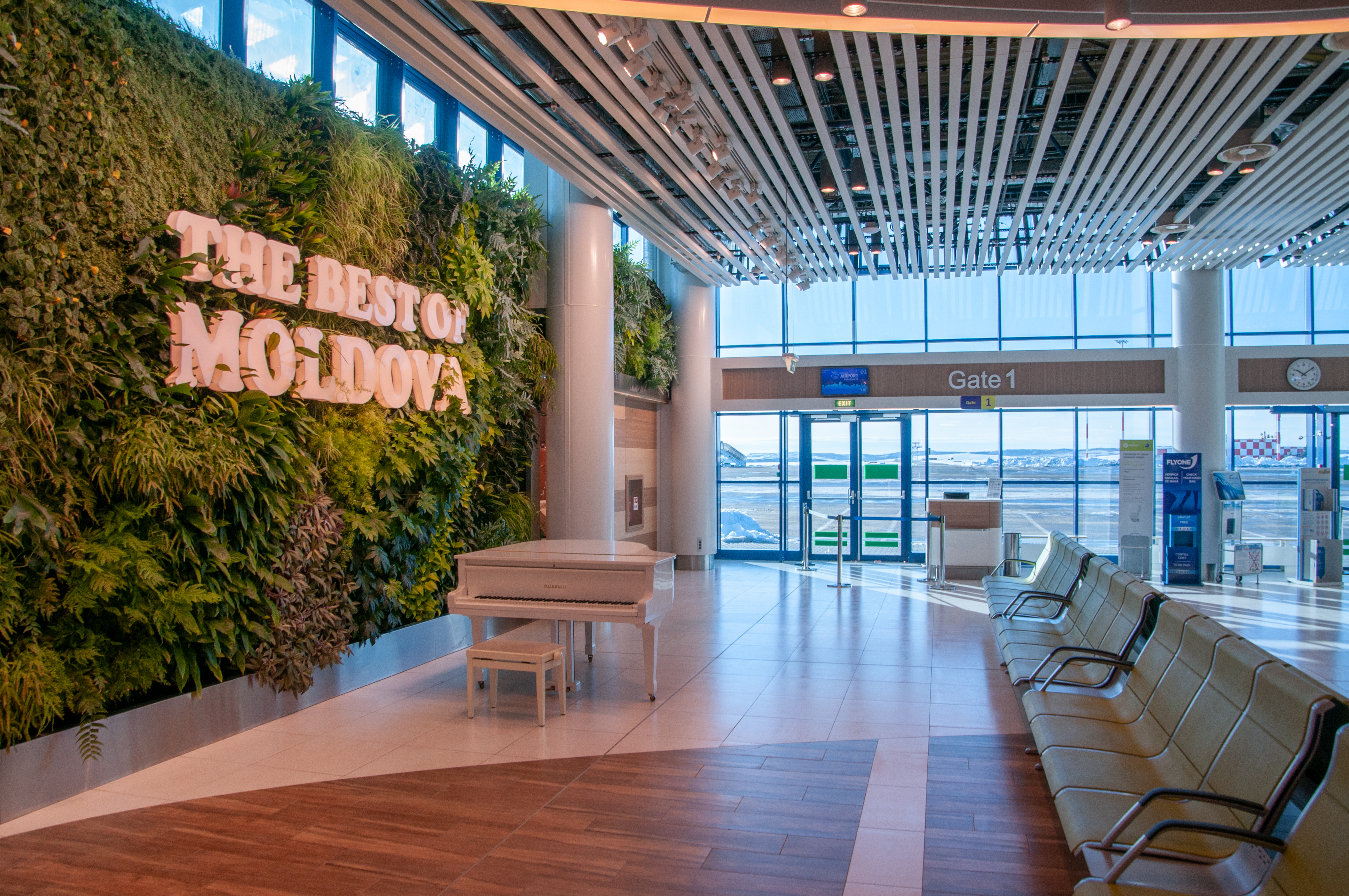
Кишинёвский аэропорт

Город тесно связан с другими населёнными пунктами страны, а также Румынией, автобусным и железнодорожным сообщением. Прямое воздушное сообщение имеется со многими странами Европы, а также мира.
В городе действуют три автовокзала (Северный, Южный и Центральный), железнодорожный вокзал, международный аэропорт.

### Городской транспорт

Трамвай на проспекте Штефана чел Маре. 1930-е годы.

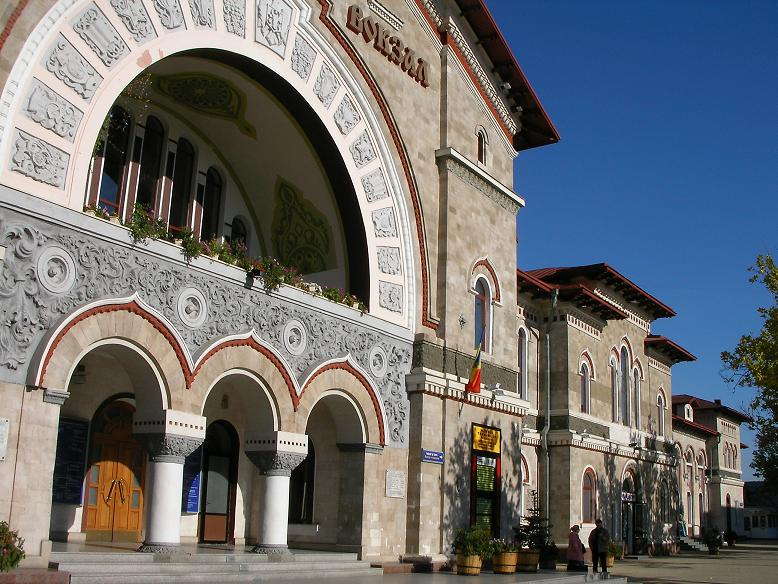
Железнодорожный вокзал

Внутригородские перевозки в Кишинёве осуществляются автобусами, троллейбусами, маршрутными такси. Кишинёв — один из крупнейших европейских городов, который не имеет городского рельсового транспорта, в то же время в нём действует одна из крупнейших европейских троллейбусных сетей.
С конца XIX века Кишинёве функционировал трамвай. В 1913 году он был переведён на электрическую тягу. К концу 1950-х годов сеть трамвайных линий превысила 17 км, а количество ежегодно перевозимых пассажиров превысило 9 млн человек. В начале 1960-х годов троллейбус полностью вытеснил трамвай.
Троллейбус является основным видом городского пассажирского транспорта. Первый троллейбус был пущен в 1949 году по проспекту Ленина (ныне бульвар Штефана чел Маре) от железнодорожного вокзала до медицинского института. В настоящее время сеть охватывает все районы Кишинёва и некоторые пригороды. Количество троллейбусных маршрутов - 31. Часть маршрутов (в первую очередь, выходящих за пределы города) обслуживаются беспроводными троллейбусами. Оператором перевозок является муниципальная компания RTEC. В городе имеются 3 троллейбусных парка общей численностью более 400 единиц. Общее число машин, выходящее на линию по рабочим дням — более 330.
Автобусное сообщение в Кишинёве было введено в марте 1946 года. Сначала по городу курсировали автобусы марки ЗИС-154. В настоящее время в муниципальном автобусном парке Кишинёва на балансе находятся около 200 автобусов марок ISUZU, MAN, VDL. В 2021-2022 гг. произошло существенное обновление автобусного парка города. Были закуплены 130 новых турецких автобусов ISUZU Citiport 12. Также были закуплены б/у автобусы MAN и VDL, что позволило списать устаревшие автобусы Ikarus и повысить качество автобусных перевозок в городе.
Кишинёв связан автобусными маршрутами практически со всеми городами и многими сёлами страны, а также с некоторыми городами Украины, Румынии, Россией, Беларусью и многими европейскими странами.
Первая внутригородская линия маршрутных такси была введена в 1968 году. В настоящее время в Кишинёве маршрутное такси является самым доступным видом транспорта, так как охватывает весь город и курсирует намного чаще, чем автобусы и троллейбусы. С 1 сентября 2006 маршрутные такси, курсирующие по самым загруженным улицам центра Кишинёва, были смещены на соседние улицы для частичного решения транспортной проблемы столицы.
Первые легковые такси появились в Кишинёве в 1949 году. В настоящее время в городе 33 частных таксомоторных компаний и 2 службы VIP-такси. С 1 февраля 2012 года телефонные номера вызова такси являются пятизначными и начинаются на 14).
В долгосрочной перспективе планируется создание системы внеуличного скоростного транспорта — скоростного трамвая или «лёгкого метро».

## Архитектура

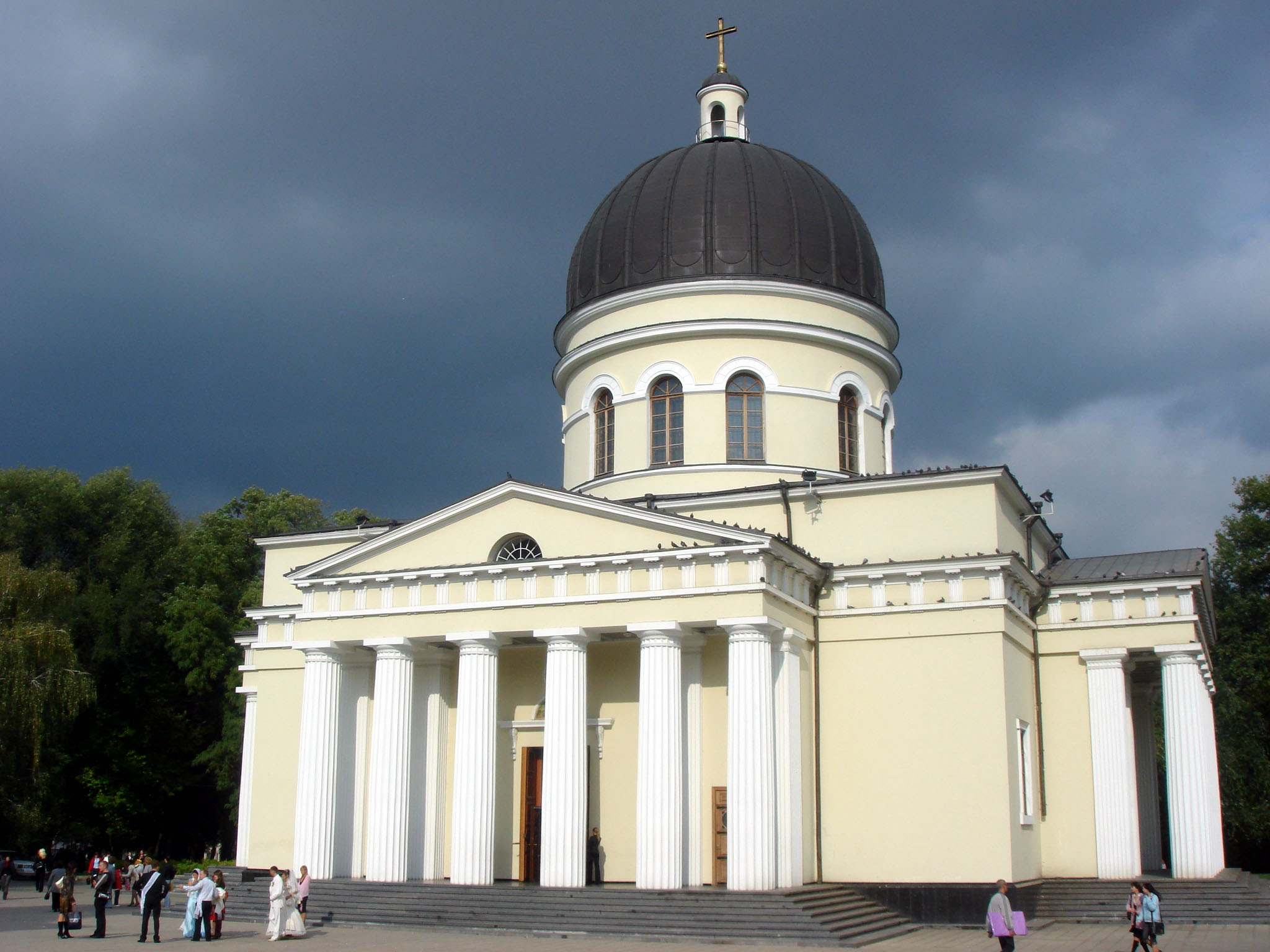
Храм Рождества Христова в Кишинёве

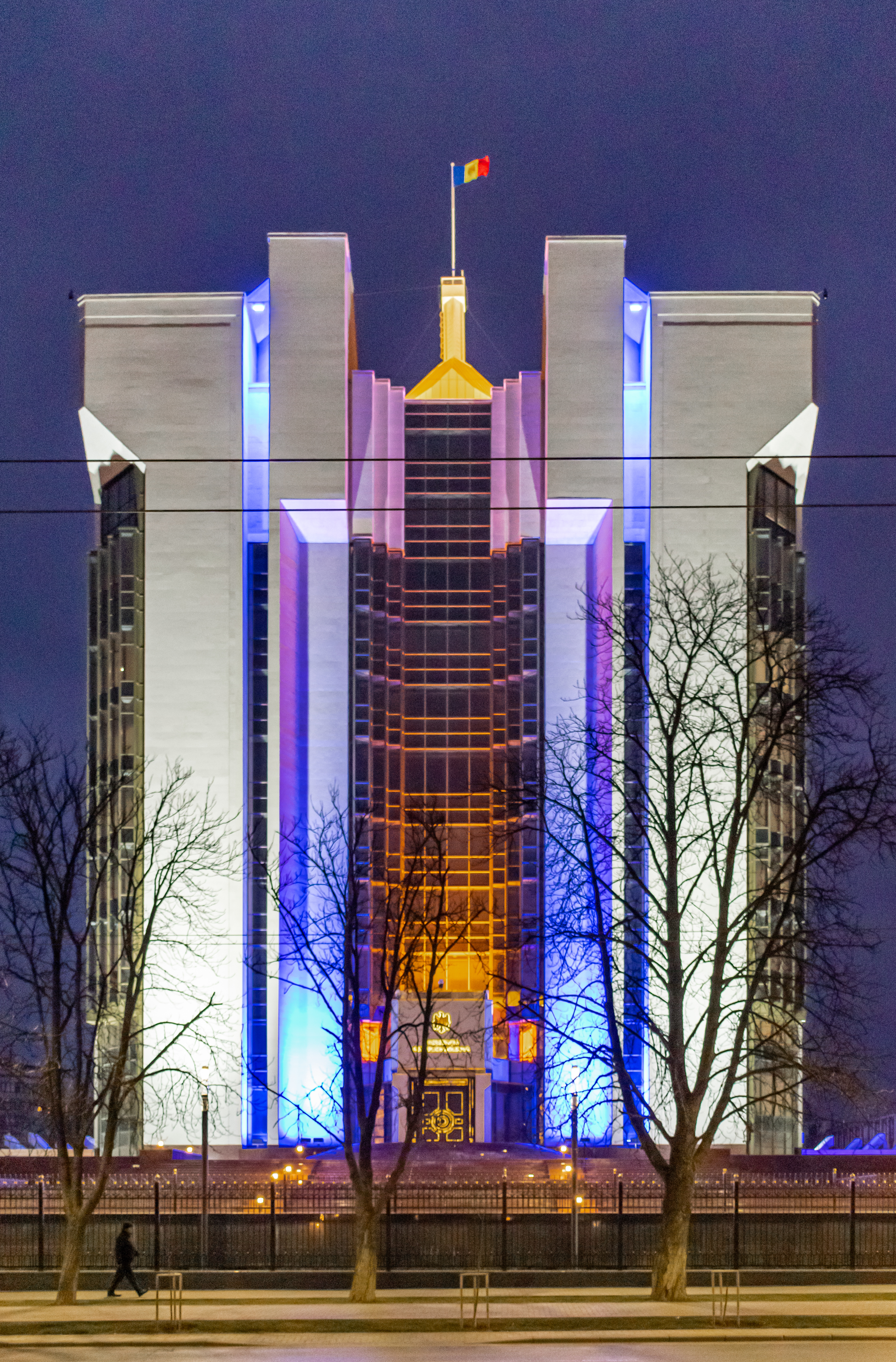
Президентский Дворец

Старейшие здания Кишинёва: Мазаракиевская церковь (1752), Церковь Константина и Елены (1777), Армянская церковь (1803), Благовещенская церковь (1807—1810), Харлампиевская церковь (1812).

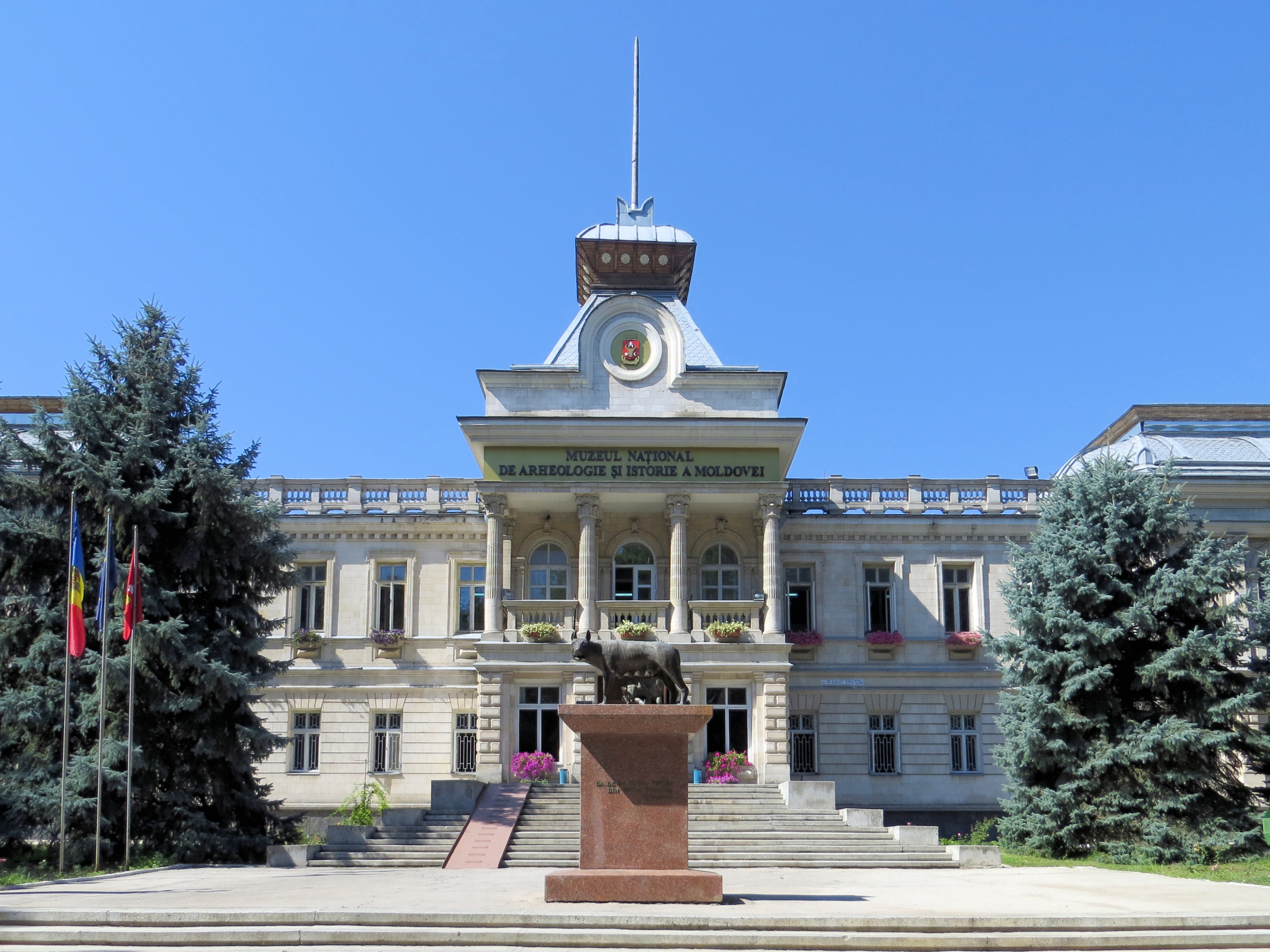
Национальный исторический музей

После присоединения в 1812 году Бессарабии к России в 1817 году определился центр города, появились первые прямые и широкие улицы. В 1834 году был утверждён генеральный план Кишинёва. Прямоугольная сетка широких улиц соответствовала принципам застройки южных городов Российской империи. В 1831—36 гг. здесь возводятся Кафедральный собор и колокольня. Затем вблизи собора сооружается Триумфальная арка.
Во второй половине XIX века строились учебные и административные здания, применялись элементы византийской, романской и готической архитектуры, а также молдавского зодчества. Большая часть домов по-прежнему оставалась одноэтажной. В 1862 году приступили к мощению улиц. Благоустройству Кишинёва способствовал А. О. Бернардацци. В конце XIX века Кишинёв занимал пространство более 660 десятин, имеющее неправильную фигуру в 5½ вёрст длины и 4 версты ширины. В начале XIX века возводятся здания городской думы (ныне Примэрия), окружного суда (управление железной дороги), городского банка (органный зал), краеведческого музея.
В 1919—40 гг. Кишинёв застраивался небольшими особняками из кирпича и известняка (котельца). В годы Великой Отечественной войны город утратил жилой фонд более чем на 70 %.
В послевоенные годы по генеральному плану (1947) под руководством А. В. Щусева был реконструирован проспект Ленина, проложены проспект Молодёжи и бульвар Негруцци, построены административные здания, в том числе Дом правительства МССР, застроена Вокзальная площадь. В Кишинёве были созданы новые промышленные районы: Новые Чеканы, Скулянка и др. За 1955—70 гг. выросли жилые районы: Рышкановка, Ботаника, Боюканы и др. Установлены многие памятники. Решающим толчком в развитии города явилось постановление Совмина СССР 1971 года «О мерах по дальнейшему развитию города Кишинёва», когда городу из союзных фондов было выделено около миллиарда рублей. В середине 1980-х годов был объявлен конкурс на лучший проект детальной планировки центра города. Последующий распад Советского Союза помешал претворению в жизнь планов масштабного строительства.
После обретения Молдавией независимости, строительство в Кишинёве приостановилось. Однако со временем начали восстанавливаться церкви, строиться элитные дома с дорогостоящими квартирами и фешенебельные особняки. 

Новый Кишинёв
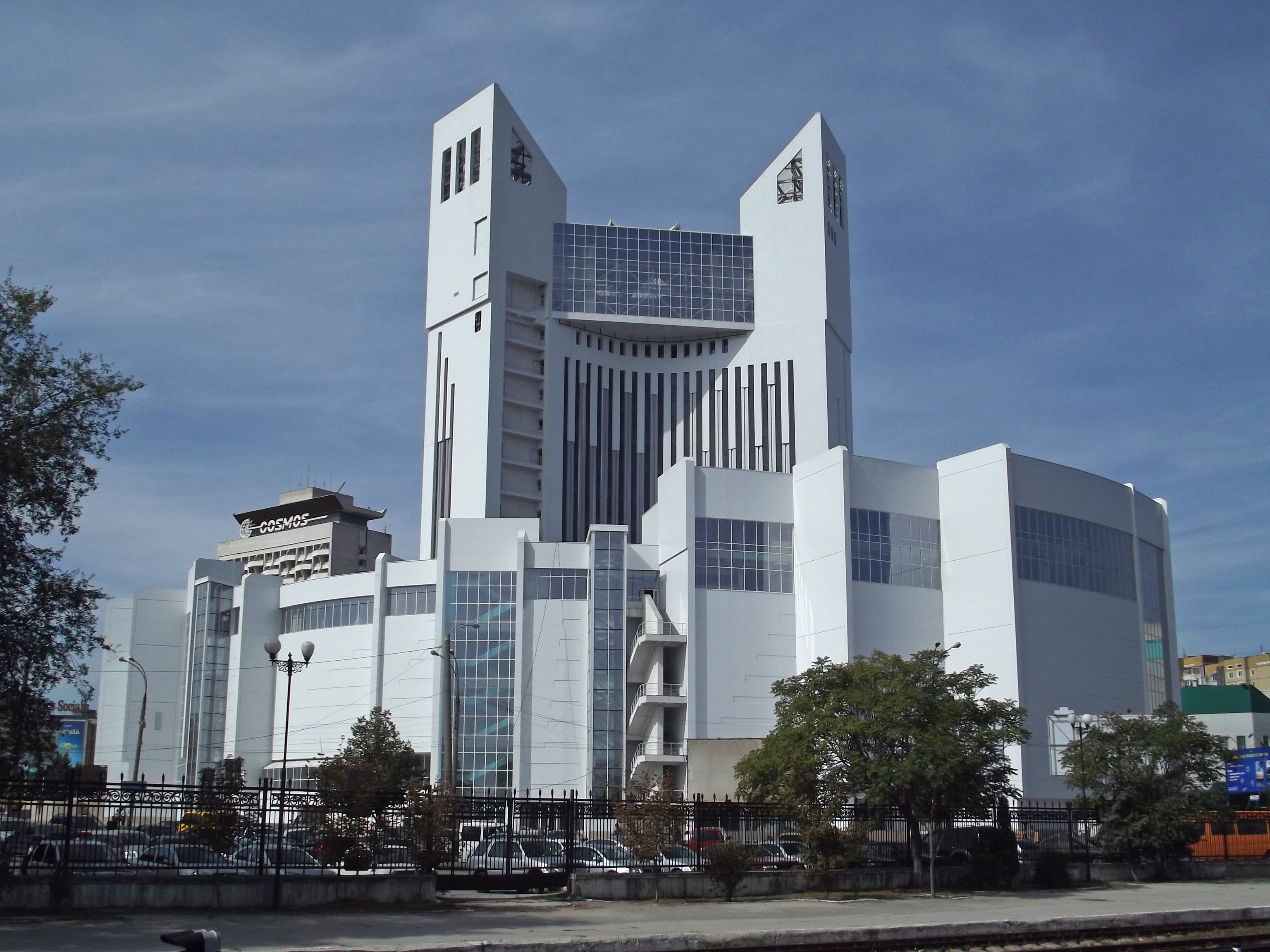
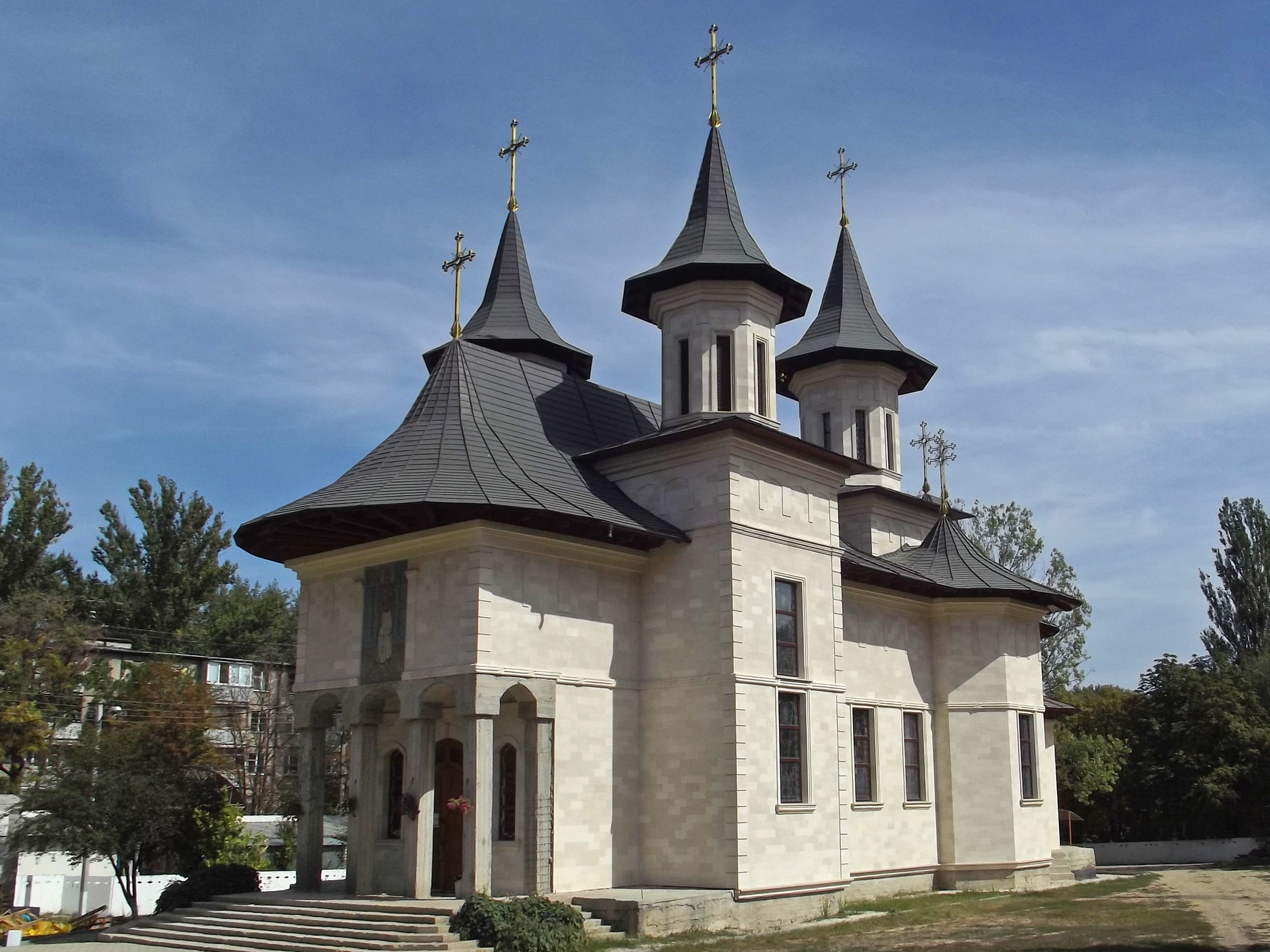
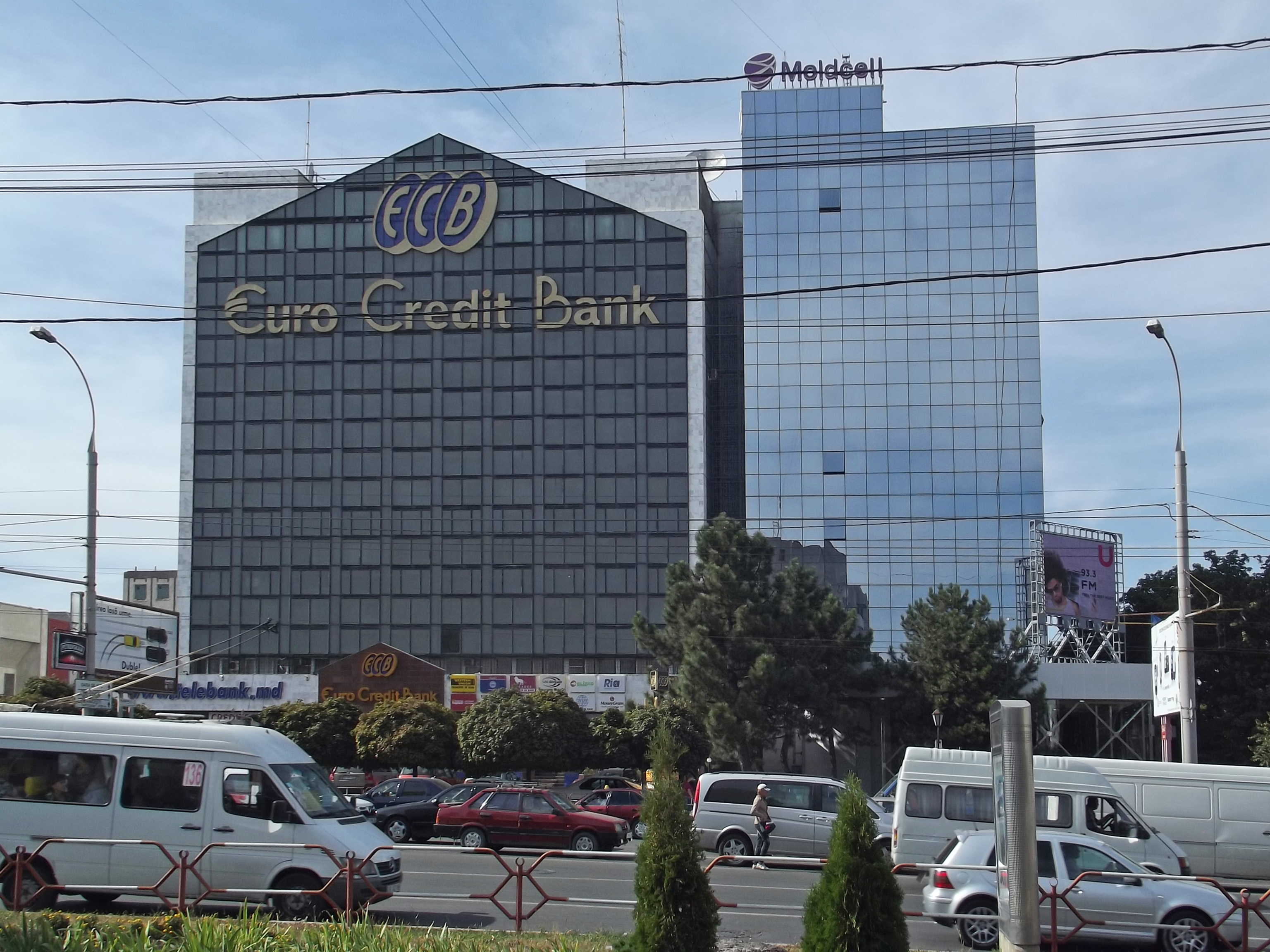

Была расширена Измаиловская улица, построен автовокзал «Северный», реставрирован железнодорожный вокзал, построены многочисленные магазины и офисные здания. В октябре 2006 года было принято решение об увеличении площади Кишинёва и построении новых секторов (Будешты-2 и Новые Ставчены) с современной инфраструктурой, бизнес-центрами и многочисленными дорожными развязками. Также планировалось в течение семи лет реконструировать проспект Кантемира. Кишинёв также является обладателем самой длинной улицы в Европе — Мунчештского шоссе (молд. Șoseaua Muncești), имеющего протяжённость от Центрального железнодорожного вокзала до Международного Аэропорта Кишинёва.[обновить данные]

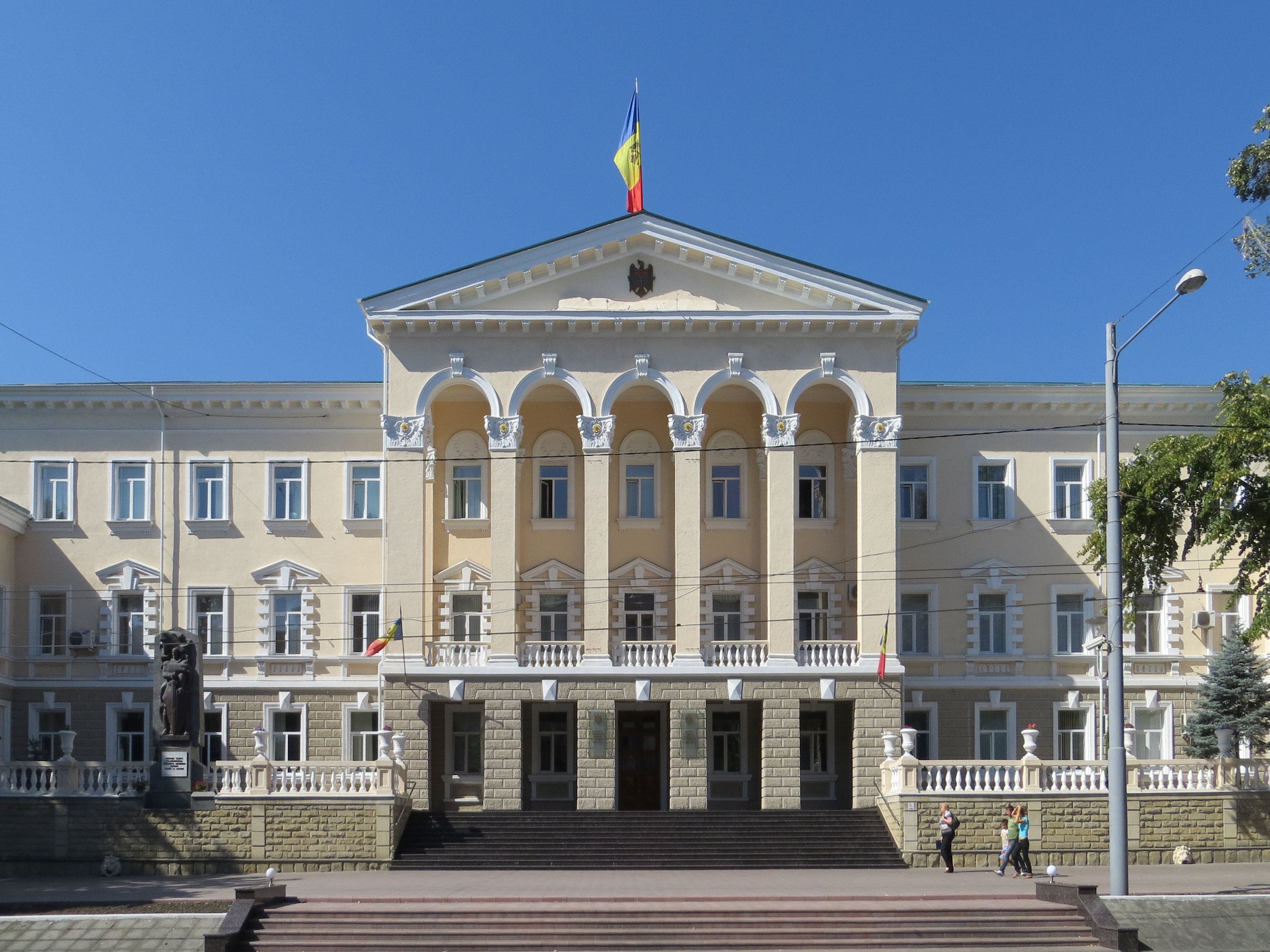
Здание МВД
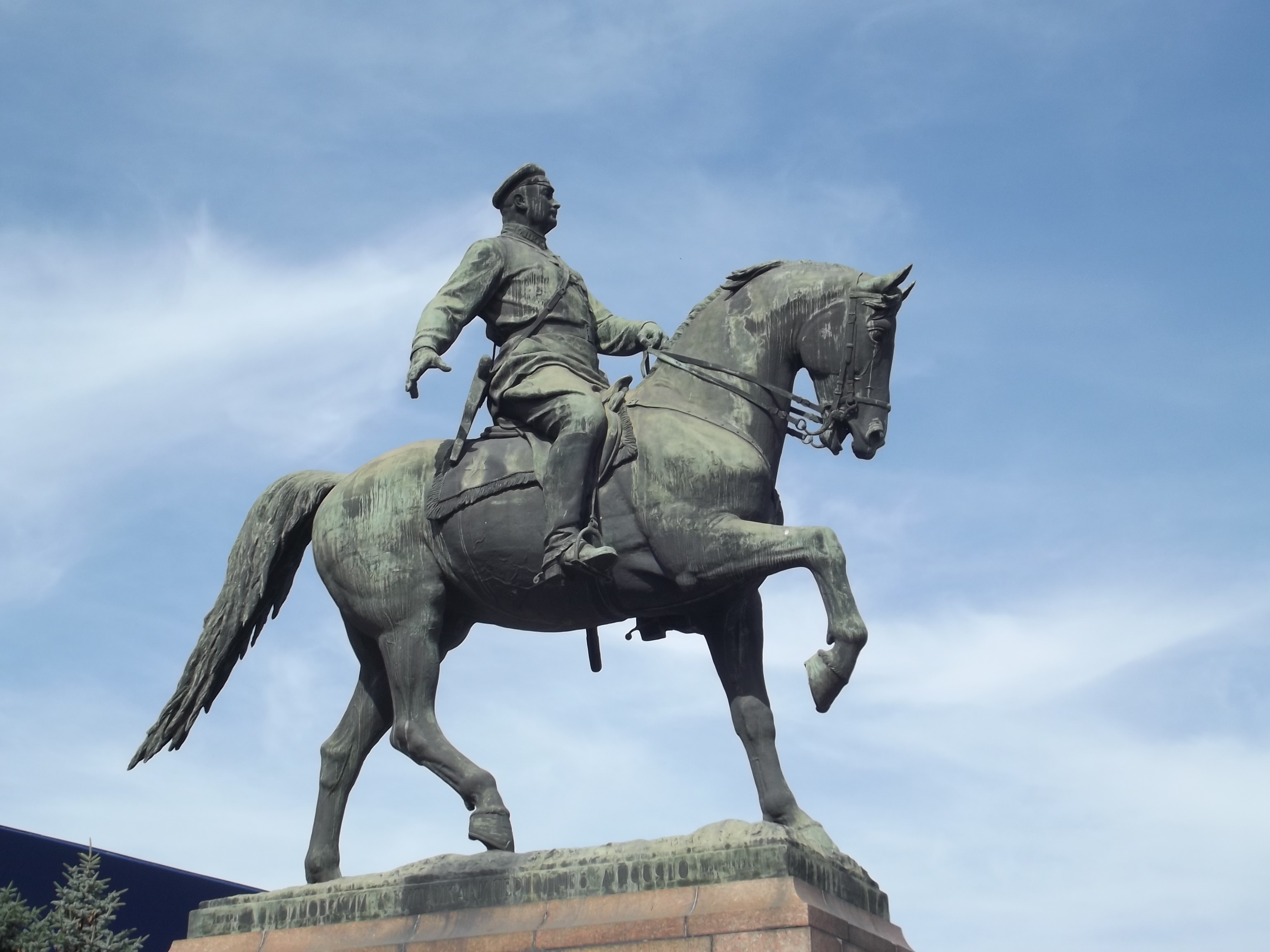
Памятник Котовскому
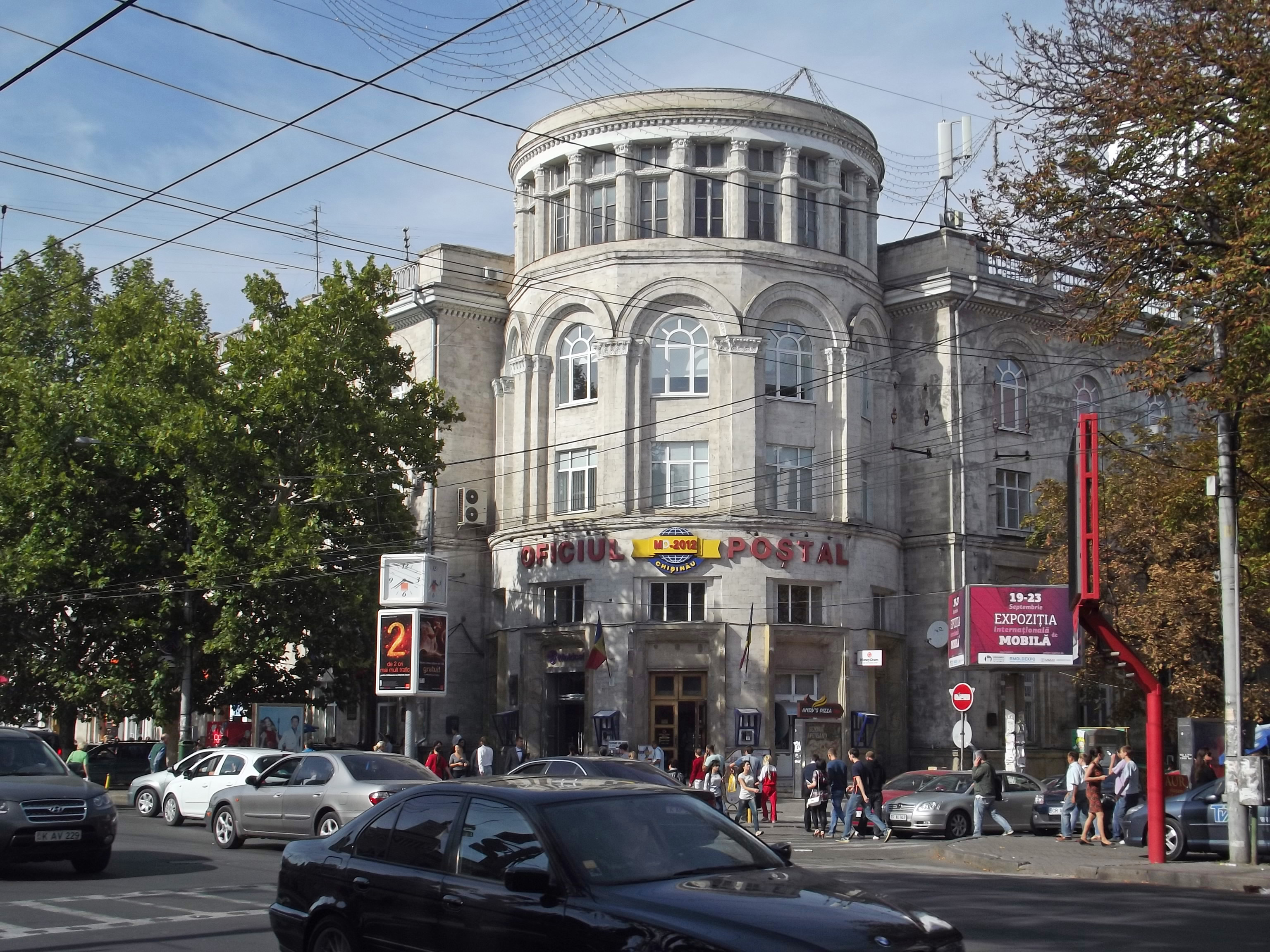
Здание Почтамта

## Культура и искусство

### Театры

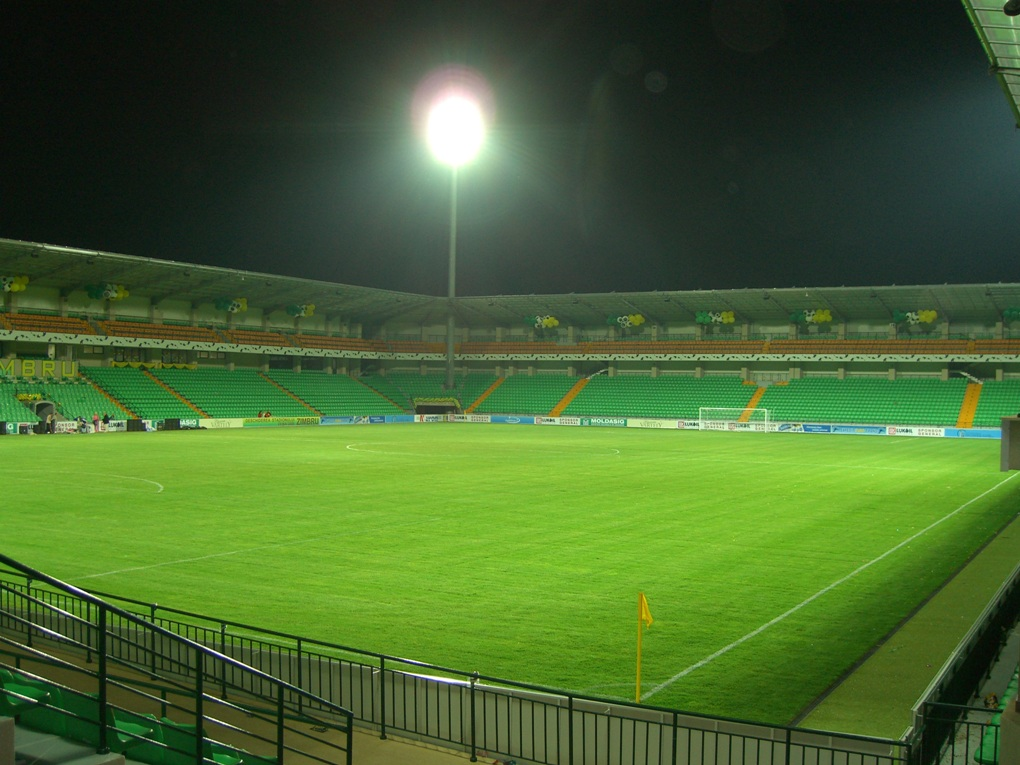
Стадион «Зимбру»

- Национальный театр оперы и балета Республики Молдова
- Кишинёвский национальный театр имени М. Эминеску (до 1988 — «Молдавский государственный ордена Трудового Красного Знамени музыкально-драматический театр и м. А. С. Пушкина»)
- Государственный русский драматический театр им. А. П. Чехова
- Республиканский театр «Luceafarul»
- Государственный молодёжный драматический театр «С улицы Роз»
- Муниципальный театр «Сатирикус И. Л. Караджиале»
- Театр «Eugene Ionesco»
- Театр «Ginta Latină»
- Театр «Olga Guțu»
- Театр «А. Матеевич»
- Театр «Гугуцэ»
- Республиканский театр кукол «Licurici»

### Фестивали

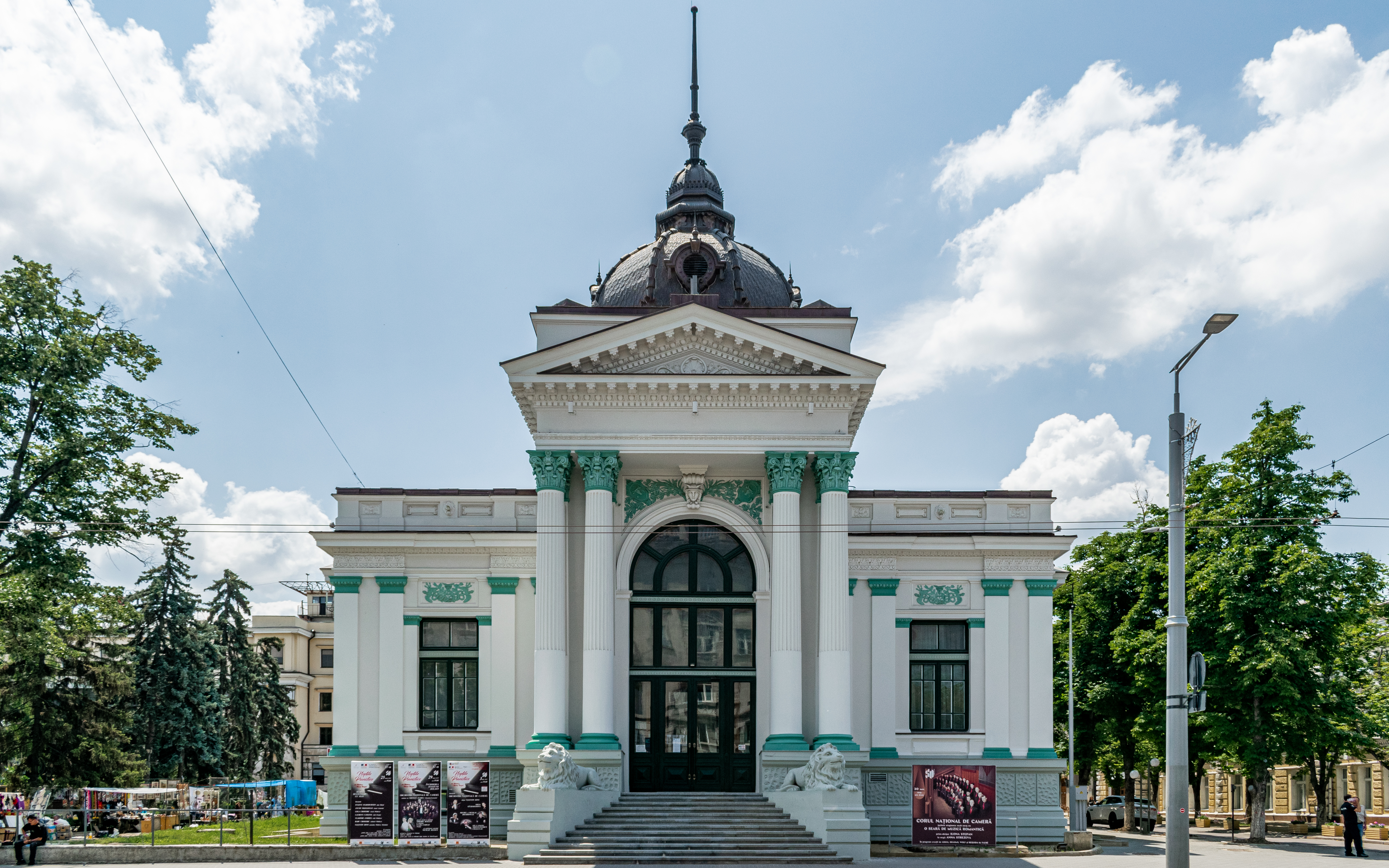
Органный зал

- В Органном зале проходят концерты ежегодного Международного музыкального фестиваля «Мэрцишор»[33], который был организован в 1966 году, до реконструкции здания Городского банка, ставшего в 1978 году Органным залом[34]).
- В Кишинёве каждый год проходит международный фестиваль оперного и балетного искусства «Приглашает Мария Биешу» («Vă invită Maria Bieşu»). Фестиваль был впервые проведён в 1990 году и его организатором является известная молдавская оперная певица — Мария Биешу. Ежегодно лучшие оперные певцы, солисты балета, дирижёры, из России, с Украины, из Болгарии, Италии, Франции, Австрии, США и других стран приезжают в Кишинёв, чтобы участвовать в этом фестивале.
- С 2001 года в Кишинёве проходит фестиваль документального кино «Хронограф». В рамках фестиваля организуется показ документальных фильмов снятых режиссёрами из различных стран, а также происходит награждение лучших работ. Фестиваль организован студией OWH TV Studio совместно с Союзом кинематографистов, телеканалом «TV 5 Monde» и ПРООН Молдова.
- Начиная с 2000 года в рамках Дней французской культуры в Молдове в кинотеатрах Кишинёва ежегодно проходит фестиваль французского кино под патронажем телеканала «TV 5 Monde» и канадского посольства.

Кишинёв является участником Международной ассоциации мэров франкофонных городов.
- С 2001 года каждый сентябрь в городе проводится фестиваль «Ethno-Jazz», на котором выступают джазовые коллективы из Молдавии, России, Израиля, Польши, Германии, Индии и других стран.
- В 2004 году состоялся первый рок-фестиваль «Старый мельник» и с тех пор стал ежегодным событием. Фестиваль организуется пивными компаниями Молдавии и России. На фестиваль приглашаются рок-коллективы из России и Молдавии, в их числе «Ва-БанкЪ», «Сплин», «Браво», «Ногу Свело», «Пилот», «Ночные снайперы», «Конец фильма» и другие. В 2006 году фестиваль посетило около 40 тысяч человек, что в два раза больше, чем в прошлом.
- C 25 сентября по 1 октября 2004 года в Кишинёве прошли Вторые молодёжные Дельфийские игры государств-участников СНГ. В Играх приняли участие более 1000 дельфийцев в возрасте от 10 лет до 21 года, сформированных в официальные делегации от 11 государств-участников СНГ.

### Телевидение

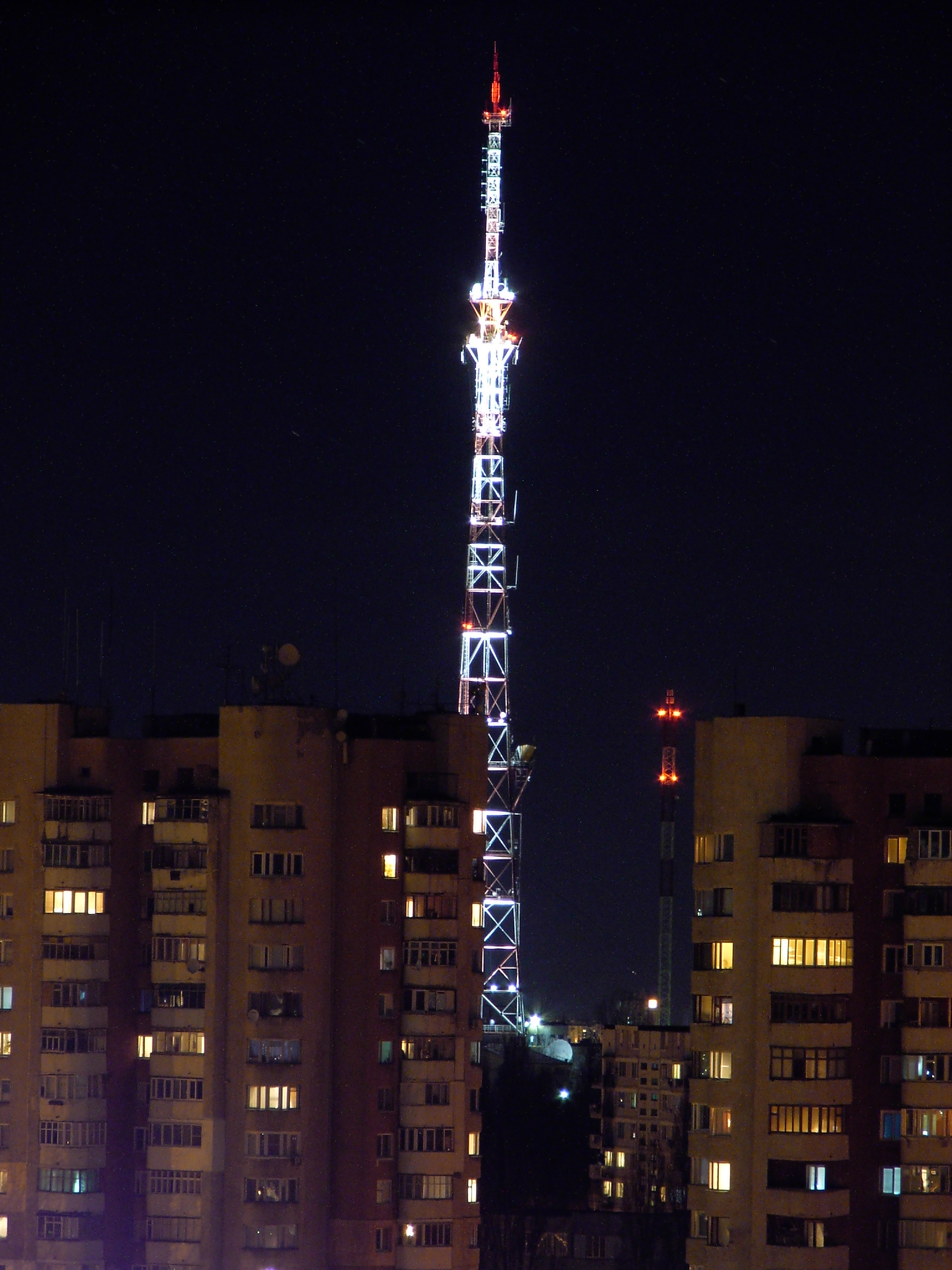
Вид на кишинёвскую телевизионную вышку

30 апреля 1958 года в эфир выходит молдавское телевидение (ныне «TVM»). В марте 1988 года введён в эксплуатацию Страшенский РТПЦ, откуда по сей день ведётся вещание телеканалов для Кишинёва и его окрестностей. В настоящее время приём телепрограмм возможен в радиусе более 100—120 км от Страшен.
С октября 1990 года в Кишинёве начата ретрансляция первой программы румынского телевидения «TVR-1». 1 января 1992 года прекращена ретрансляция Российского телевидения (бывшая вторая Общесоюзная программа ТВ СССР). 1 февраля 1992 года румынский канал «TVR-1» был перемещён на канал «Останкино-1», а «Останкино-1» — на канал бывшей второй программы. В марте 1993 года в Кишинёве начинается ретрансляция французского телеканала «TV5-Europe».
В 1994 году в Кишинёве начинает работу кабельная сеть «Еврокабель», владельцем которой является молдо-румынское совместное предприятие. Сначала было доступно 8 телевизионных каналов, потом их число было увеличено до 20 с лишним. К 2000 году кабельная сеть покрыла практически всю территорию города.
В 1995 году основана молдо-американская компания «SunTV», осуществляющая эфирное вещание по системе MMDS. В декабрь 1996 года «SunTV» поглощает своего основного конкурента — «Еврокабель». В настоящее время «Sun TV» предлагает кабельные и эфирные пакеты из 21, 24, 42, 63 и 68 телеканалов.
В мае 1995 года в Кишинёве началось техническое вещание канала «ВТВ», а в сентябре «ВТВ» начинает ретрансляцию программы «ТВ6-Москва». 14 октября 1997 года — ретрансляция программ «ТВ6-Москва» и производство собственных программ начинает телекомпания «NIT».
В августе 1995 года начинает работу телекомпания «Каталан ТВ».
В июле 1999 года в Кишинёве начинает вещание румынский телеканал «PRO TV». Передающая антенна студии была установлена на башне Кишинёвского телецентра. Владельцем студии является совместное молдавско-румынское предприятие «MEDIAPRO».
В августе 1999 года с передатчика на высотном доме в районе Ботаника начинает вещание «Телеканал 26». В конце декабря 2000 года в Кишинёве и трёх других городах Молдавии начал вещание российский музыкальный канал «Муз-ТВ». 21 февраля 2001 года канал «Catalan TV» прекратил вещание.
Сегодня в Кишинёве на метровом диапазоне вещают каналы «Moldova-1» (3 ТВК), «TV5-Europe» (8 ТВК) и «2 Plus» (11 ТВК). В дециметровом диапазоне вещают «Euro-TV Chisinau» (23 ТВК), «СТС-МЕГА» (26 ТВК), «Prime» (30 ТВК), «PRO TV Chisinau» (37 ТВК), «ТВ7» (43 ТВК), "N.I.T. Вещание отсутствует " (49 ТВК), «N4» (51 ТВК) и «Realitatea Tv » (53 ТВК). На 61 и 58 частотных каналах идёт тестовое вещание цифрового пакета DVB-T. В состав пакета входят основные столичные эфирные радио- и телеканалы: «Prime», «PRO TV Chisinau», «ТВ7», «TVC-21», «Муз-ТВ» и т. д.
Также в городе работают эфирно-кабельные сети «Alfa TV», «Satelit ТВ», «Альтернатив ТВ» и «Sun TV» и др.

#### Цифровое телевидение
В начале декабря 2007 года телекоммуникационный оператор «Arax» запустил первую в Кишинёве сеть цифрового кабельного телевидения «ZEBRA», ознаменовав начало перехода кабельных операторов на цифровой формат вещания. Почти одновременно с «Arax» крупнейший оператор кабельного телевидения «SUN TV» также запустил цифровое вещание.

### Радио
Список радиостанций FM (87.50 — 108.00 МГц с шагом 50 кГц) и УКВ (65.81 — 74.00 МГц с шагом 30 кГц) диапазона в городе Кишинёве по состоянию на 6 марта 2015 года.
| Частота, МГц | Радиостанция           |  | Частота, МГц | Радиостанция                |
| ------------ | ---------------------- |  | ------------ | --------------------------- |
| 66.44        | *Незанятая частота     |  | 96,7         | Радио Алла (Молдова)        |
| 69.44        | Маленький Самаритянин  |  | 97,2         | Radio Plai                  |
| 71.00        | *Незанятая частота     |  | 97,7         | Маэстро FM                  |
| 71,57        | Vocea Basarabiei       |  | 99.7         | Radio Noroc                 |
| 87.6         | Стильное Радио         |  | 100,1        | Jurnal FM                   |
| 88.0         | Муз FM (Молдова)       |  | 100,9        | Kiss FM (Молдова)           |
| 88.6         | Megapolis FM (Молдова) |  | 101,3        | Радио Русский Хит (Молдова) |
| 89,1         | Ретро FM (Молдова)     |  | 101,7        | Хит FM (Молдова)            |
| 89,6         | Radio Chișinău         |  | 102,7        | Radio 21 (Молдова)          |
| 90,7         | Aquarelle FM           |  | 103,2        | АвтоРадио (Молдова)         |
| 91,1         | Super Radio            |  | 103,7        | POLI DISC — Новое радио     |
| 91,6         | National FM (Moldova)  |  | 104,2        | Маленький Самаритянин       |
| 92,1         | Publika FM             |  | 104,7        | Datina FM                   |
| 92,8         | Univers FM             |  | 105,2        | Радио 7 на семи холмах      |
| 93,3         | Radio ZUM              |  | 105,9        | Fresh FM                    |
| 94,0         | Радио Молдова          |  | 106,4        | Европа Плюс Молдова         |
| 96,2         | Discovery FM           |  | 106,9        | PRO FM                      |

Примечание: Некоторые радиостанции часть эфирного времени могут ретранслировать передачи других радиостанций.

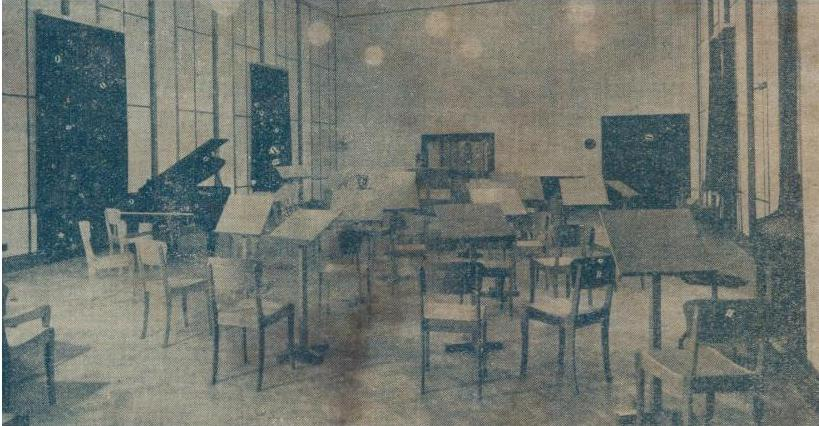
Радио Бессарабия в 1940 году

### Пресса
В настоящее время в Кишинёве выходят следующие печатные издания: «Кишинёвские новости», «Кишинёвский обозреватель», «Коммерсант PLUS», «Комсомольская правда в Молдове», «Труд7 в Молдове», «Маклер», «Молдавские ведомости», «Независимая Молдова», «Экономическое обозрение», «Кишинёвский журнал», «Сэптэмына», «Тимпул», «Флукс» и многие другие.
Независимый центр журналистики поддерживает список интернет-представительств большинства молдавских СМИ.

### Кинотеатры

#### История

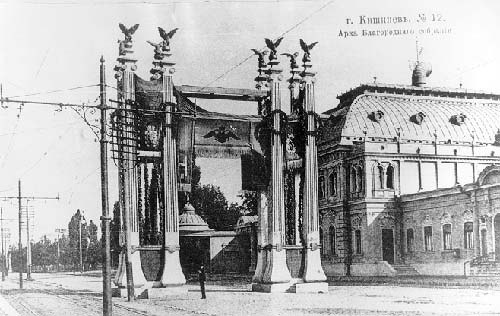
Здание Дворянского клуба (Благородного собрания)

Первые кинопоказы в Кишинёве прошли в 1897 году в Дворянском клубе, располагавшемся на месте нынешнего кинотеатра «Патрия-Чентру». Вот так это описывал в своих мемуарах представитель фирмы Люмьеров Феликс Масгиш::

В Кишинёве я снял однажды учения нескольких эскадронов, находящихся под командованием генерала французского происхождения — принца Луи Наполеона. Заключительная атака: всадники с пиками наперевес галопом проезжают мимо оператора. Через несколько шагов, по команде принца его высоко поднятой саблей, они резко останавливаются. В этот вечер в Дворянском клубе было гала-представление. Я демонстрирую эту впечатляющую сцену, принц Луи Наполеон поздравляет меня: «Воспроизведя наши утренние манёвры в тот же день, — сказал он, — вы совершили чудо своим смешным ящиком».

С ноября 1906 года в Кишинёве начали проводиться регулярные кинопоказы в обычных помещениях, а в 1912 году был открыт первый специально оборудованный кинотеатр «Орфеум». После образования МССР сеть кинотеатров значительно расширилась. К 1980-м годам в городе работали кинотеатры:
- «Патрия»,
- «Флакэра»,
- «Дневной»,
- «Бируинца»,
- «Андриеш»,
- «Искра»,
- «40 лет ВЛКСМ»,
- «Шипка»,
- кинотеатр имени Ткаченко,
- «Москова».

Последний впоследствии в 2002 году был реконструирован в концертно-развлекательный комплекс.

#### Сегодня

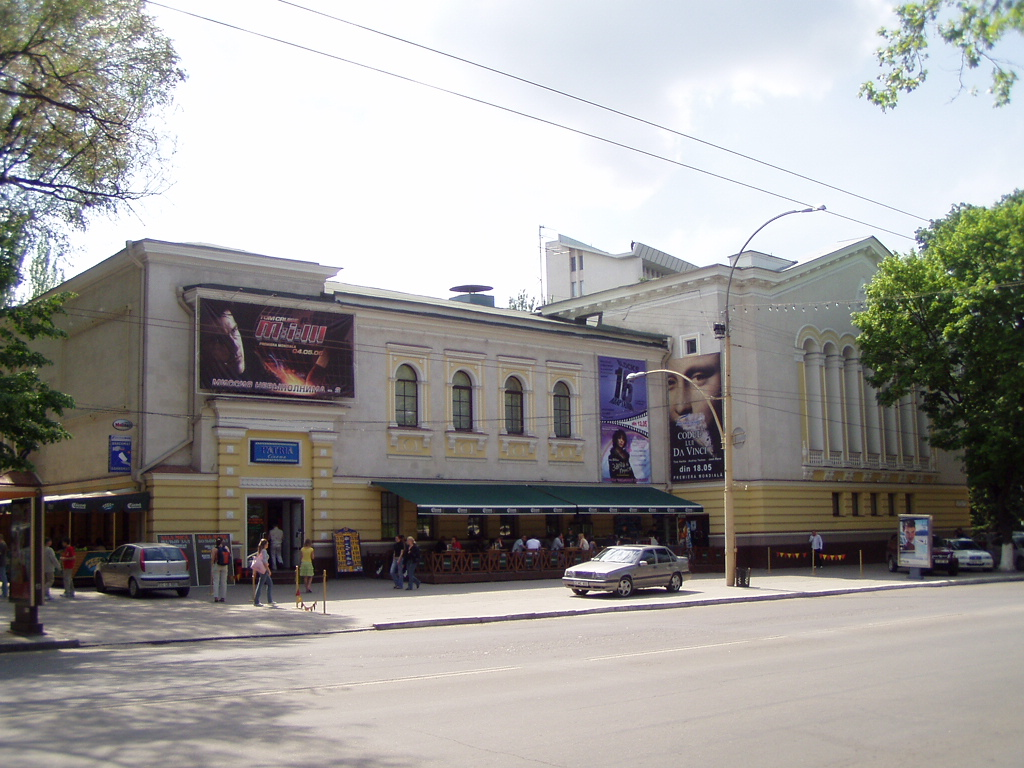
Кинотеатр «Патрия-центр» в 2006 году.

- «Патрия-Лотяну» Архивная копия от 5 июня 2013 на Wayback Machine (Patria-Emil Loteanu) — главный кинотеатр Молдавии с двумя кинозалами на 600 и 140 мест. Расположен в центре Кишинёва.
- «Патрия-Мультиплекс» Архивная копия от 5 июня 2013 на Wayback Machine (Patria-Multiplex) — крупный кинотеатр Кишинёва с шестью кинозалами.
- «Одеон» (Odeon) — кинотеатр в центре Кишинёва. Здесь обычно проходят фестивали национального кино разных стран.

### В искусстве

#### Музыка
Одним из старейших музыкальных произведений, посвящённых Кишинёву, является концерт для фортепьяно с оркестром «Кишинёвский карнавал», написанный композитором А. Хлебовским в середине XIX века.
Самая известная песня о Кишинёве — «Мой белый город» на музыку композитора Е. Д. Доги и слова Г. Водэ из фильма «Днестровские мелодии» (мелодию этой песни играют куранты часов на здании Примарии Кишинёва). Кроме этого Евгений Дога составил сборник песен о Кишинёве «Город поёт» (1967) и посвятил Кишинёву музыкальную пьесу для эстрадного оркестра «Ритмы города» (1970).
Игорь Дынга, лидер легендарной молдавской группы «Cuibul» и нынешний продюсер «Здоб ши здуб», в альбоме «Помидор» (1998) посвятил Кишинёву песню «Здравствуй, мой город». В июне 2015 он повторил свой подвиг в обновлённом составе.

#### Кинематограф
Первая киносъёмка в Кишинёве была сделана в 1897 году представителем фирмы Люмьеров Феликсом Масгишем. Этот фильм не сохранился. 1912-м годом датируется кинохроника «Торжества в Кишинёве по случаю столетия присоединения Бессарабии к России».
В советский период было снято множество фильмов о Кишинёве, как художественных, так и документальных.
Художественные фильмы, местом действия которых является Кишинёв:
- 1960 — За городской чертой
- 1961 — Человек идёт за солнцем
- 1963 — Улица слушает
- 1975 — Между небом и землёй
- 1980 — Большая-малая война
- 1981 — Июньский рубеж
- 1993 — Ладони
- 1997 — Рикошет
- 2006 — Заяц над бездной
- 2010 — Свадьба в Бессарабии
- 2010 — Котовский (телесериал)

### Некрополи
На территории коммуны Гратиешты в Кишинёве находится кладбище Святого Лазаря — одно из крупнейших в Европе.

### Спорт
Ежегодно в Кишинёве проводится велопробег по улицам города «Велохора». В 2016 году в мероприятии приняли участие более 14000 велосипедистов.

## Международные отношения
Кишинёв является членом следующих международных программ и объединений:
- Ассоциация столиц стран бассейна Чёрного моря
- Международная Ассамблея столиц и крупных городов
- Ассоциация европейских регионов
- Ассоциация франкоязычных городов
- Конференция мэров Юго-Восточной Европы
- Ассоциация мэров против наркотиков

В Кишинёве работают представительства следующих международных организаций:
- Программа развития Организации Объединённых Наций (ПРООН)
- Миссия Совета Европы в Молдавии
- Управление Верховного комиссара ООН по делам беженцев (УВКБ ООН)
- Детский фонд ООН (ЮНИСЕФ)
- Международный банк
- Международный валютный фонд
- Миссия ОБСЕ
- TACIS—Moldova

### Посольства
| Страна         | Посол                                 | Адрес                    | Телефон            | Сайт                                                                      |
| -------------- | ------------------------------------- | ------------------------ | ------------------ | ------------------------------------------------------------------------- |
| Азербайджан    | Намиг Алиев                           | Mihail Kogălniceanu, 64  | 23-22-77           | /. Архивировано из оригинала 22 сентября 2009 года.                       |
| Беларусь       | Вячеслав Осипенко                     | Mateevici, 83/1          | 60-29-70, 23-83-00 | moldova.mfa.gov.by Архивная копия от 15 января 2022 на Wayback Machine    |
| Болгария       | Николай Илиев                         | Bucureşti, 92            | 23-89-10           |                                                                           |
| Великобритания | Джон Байер (John Beyer)               | N. Iorga, 18             | 22-59-02           | /. Архивировано из оригинала 29 ноября 2010 года.                         |
| Венгрия        | Дьёрдь Варга (György Varga)           | Ştefan cel Mare, 131     | 22-34-04, 22-77-86 | kisinyov.mfa.gov.hu Архивная копия от 30 января 2022 на Wayback Machine   |
| Германия       | Angela Ganniger                       | str. A.Mateevici, 82     | 20-06-00, 20-06-01 | chisinau.diplo.de/ Архивная копия от 30 января 2022 на Wayback Machine    |
| Израиль        | Константин Березовский                | Şciusev, 104             | 54-42-82           |                                                                           |
| Китай          | Jianwei Gong                          | Mitropolit Dosoftei, 124 | 29-59-60           | md.china-embassy.org Архивная копия от 30 января 2022 на Wayback Machine  |
| Польша         | Бартломей Зданюк (Bartłomiej Zdaniuk) | Grenoble, 126A           | 28-59-50           | /. Архивировано из оригинала 21 сентября 2013 года.                       |
| Россия         | Олег Владимирович Васнецов            | Ştefan cel Mare, 153     | 23-49-41/45        | moldova.mid.ru/ Архивная копия от 18 сентября 2021 на Wayback Machine     |
| Румыния        | Мариус Лазуркэ (Marius Lazurcă)       | Bucureşti, 66/1          | 22-81-26           | chisinau.mae.ro/ Архивная копия от 12 декабря 2011 на Wayback Machine     |
| США            | Уильям Моузер (William H. Moser)      | Alexei Mateevici, 103    | 40-83-00           | md.usembassy.gov Архивная копия от 30 января 2022 на Wayback Machine      |
| Швеция         | Ханс Лундквист (Hans Lundquist)       | Banulescu-Bodoni, 57/1   | 23-29-83           |                                                                           |
| Турция         | Хулуси Кылыч                          | V. Cupcea, 60            | 50-91-00           |                                                                           |
| Украина        | Иван Гнатишин                         | V. Lupu, 17              | 58-21-51           | moldova.mfa.gov.ua/ Архивная копия от 5 декабря 2020 на Wayback Machine   |
| Италия         | Энрико Нунциата (Enrico Nunziata)     | Vlaicu Pîrcalab, 63      | 26-67-20           | ambchisinau.esteri.it Архивная копия от 30 января 2022 на Wayback Machine |
| Франция        | Edmond Pamboukjian                    | Vlaicu Pîrcalab, 6       | 20-04-00           | /. Архивировано из оригинала 2 июня 2002 года.                            |
| Литва          | Mindaugas Kacerauskis                 | I. Vasilenco 24/1        | 22543194           |                                                                           |
| Чехия          | Jaromír Kvapil                        | Moara Roşie, 23          | 20-99-42           | www.mzv.cz/chisinau Архивная копия от 20 апреля 2021 на Wayback Machine   |

### Города-побратимы
По состоянию на 2024 год, у Кишинёва есть 17 городов-побратимов:
- Гренобль, Франция (1977)
- Реджо-нель-Эмилия, Италия (1989)
- Мангейм, Германия (1989)
- Сакраменто, США (1990)
- Одесса, Украина (1994)
- Бухарест, Румыния (1999)
- Киев, Украина (1999)
- Ереван, Армения (2000)
- Минск, Беларусь (2000)
- Тель-Авив, Израиль (2000)
- Анкара, Турция (2004)
- Яссы, Румыния (2008)
- Тбилиси, Грузия (2011)
- Алба-Юлия, Румыния (2011)
- Ашдод, Израиль (2013)[50]
- Черновцы, Украина (2014)[51]
- Гатчина – столица Ленинградской области, Россия(2023)[52]